# 南満洲鉄道の車両

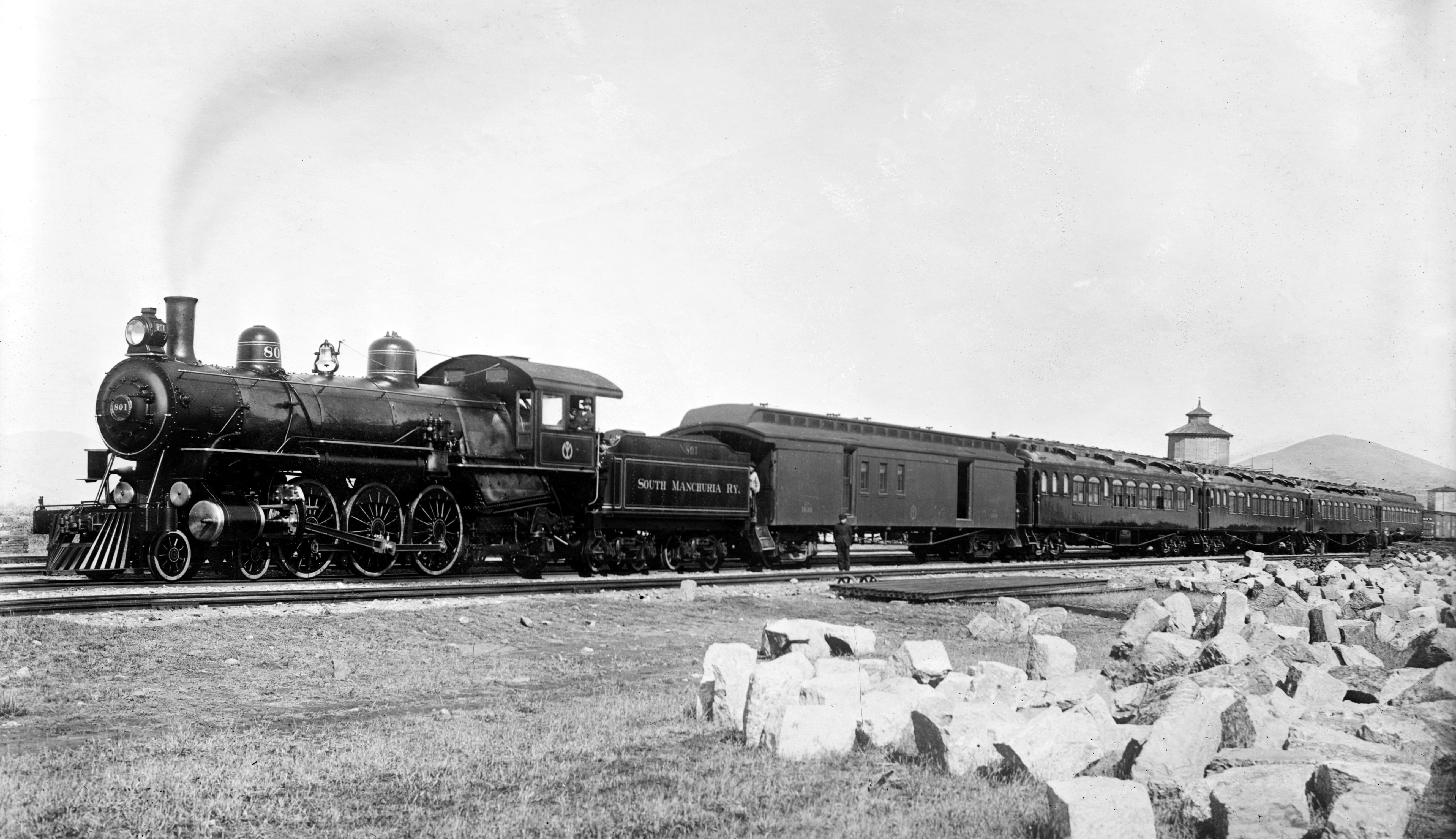

本記事では、南満洲鉄道（みなみまんしゅうてつどう、略称満鉄、英語名 : South Manchuria Railways Co.）を走行した鉄道車両について詳述する。

## 名称および記号
当初、日露戦争開始前に帝政ロシアが建設した東清鉄道の軌間は広軌 (1524mm) であったが、日露戦争中、陸軍野戦鉄道提理部は軍事輸送のためにこれを狭軌 (1067mm) へと改軌し、内地から供出した車両をもって運用していた。また、朝鮮半島から満洲へ向かう安東駅 - 瀋陽駅間の安奉線は、日露戦争中に陸軍が急設した狭軌の軽便鉄道であった。
このため1907年の南満洲鉄道株式会社営業開始後、満鉄はこれら路線の狭軌用車両の運転・管理を行うと同時に、拡軌工事（標準軌への改軌工事）を行うこととなった。また拡軌後は標準軌用車両の運行・管理を行ったが、保有車両数の増加や、満洲国成立・日中戦争勃発後の受託経営路線の増加に伴い、その都度車両管理体制を変更する必要が生じた。
このため、名称及び記号の命名規則については、会社営業開始時から標準軌間への拡軌工事完了を経て1945年までの間に3回の改定がなされており、大きく分けて次の4期に整理することが出来る。
1. 第1期　1907年（会社営業開始時 - 改軌完了まで）
2. 第2期　1907年 - 1920年
3. 第3期　1920年 - 1938年
4. 第4期　1938年 - 1945年

### 機関車
第1期
ルールは明確でなかった。一部の機関車※1については、1号から追番号。
※1　1C2 タンク機関車（後のダブ形）、1D テンダー機関車（後のソリイ形及びソリニ形）
第2期
アルファベット1文字（＋枝番）＋番号で表現し、基本的にはアメリカ式車軸配置による区別を行う。
- 1文字目　…　形式
- 枝番　　…　同型の新型を製造した際は順に付番
- 番号　　…　車番

| 形式 | アメリカ式分類名         | 車輪配置（車軸配置）              |
| ---- | ------------------------ | --------------------------------- |
| A    | アメリカン               | 4-4-0（2B）                       |
| C    | エイトホイールカップルド | 0-8-0（D）                        |
| D    | プレーリー               | 2-6-2（1C1）                      |
| E    | ダブルエンダー           | 4-4-4（2B2） または2-6-4（1C2）※1 |
| F    | テンホイーラー           | 4-6-0（2C）                       |
| G    | パシフィック             | 4-6-2（2C1）                      |
| H    | コンソリデーション       | 2-8-0（1D）                       |
| K    | クレーンロコモーティブ   | 0-4-2（B1）※2                     |
| M    | ミカド                   | 2-8-2（1D1）                      |
| P    | デカポット               | 2-10-0（1E）                      |

※1 本来「ダブルエンダー」は「先従輪のあるタンク機関車」の総称で動輪数などは無関係。
※2 この名前はクレーンがついた動力車に対してのもので車軸配置は無関係。
第3期
カタカナ3文字＋番号で表現し、第2期に引き続きアメリカ式車軸配置による区別を行う。
- 1 - 2文字目　…　基本記号
- 3文字目　　　…　補助記号
- 番号　　…　車番

#### 蒸気機関車
| 基本記号 | アメリカ式表記法           | 車輪配置（車軸配置）            |
| -------- | -------------------------- | ------------------------------- |
| シグ     | シングル                   | 2-2-0（1A）                     |
| アメ     | アメリカン                 | 4-4-0（2B）                     |
| エト     | エイトホイールカップルド   | 0-8-0（D）                      |
| サタ     | サンタフェ                 | 2-10-2（1E1）※1                 |
| シカ     | シックスホイールカップルド | 0-6-0（C）                      |
| ソリ     | コンソリデーション         | 2-8-0（1D）                     |
| ダブ     | ダブルエンダー             | 4-4-4（2B2） または2-6-4（1C2） |
| デカ     | デカポット                 | 2-10-0（1E）                    |
| テホ     | テンホイーラー             | 4-6-0（2C）                     |
| パシ     | パシフィック               | 4-6-2（2C1）                    |
| プレ     | プレーリー                 | 2-6-2（1C1）                    |
| マテ     | マウンテン                 | 4-8-2（2D1）                    |
| ミカ     | ミカド                     | 2-8-2（1D1）                    |
| モガ     | モーガル                   | 2-6-0（1C）                     |

※1 「南満洲鉄道」には存在しない、満鉄が経営を委託されていて同じ命名方式だった鮮鉄や満洲国鉄には存在。

#### その他機関車
| 基本記号 | 種類                   |
| -------- | ---------------------- |
| ジキ     | ディ（ジ）ーゼル機関車 |
| ケキ     | 石油（ケロシン）機関車 |
| デキ     | 電気機関車             |
| レキ     | 事故復旧用起重機       |

- ジキは1934年までデセを使用していた。

- 補助記号は、製造順に1から10までの数字の頭文字を使用する。順に、イ、ニ、サ、シ、コ、ロ、ナ、ハ、ク、チ

第4期
満洲国鉄線及び華北交通線の運営が満鉄に移管されたことに伴い、これら国線・社線の車両が管理対象に加わった。従来の付番では不足するため、基本記号と補助記号は第3期の命名法を踏襲しつつ補助記号は小文字とし、また番号の付番ルールが変更された。
1 - 500が満鉄線用機関車、501 - 1500が満洲国鉄線用機関車、1501 - が華北交通線用機関車。

### 客車
カタカナ数文字＋車号1 - 4桁で表現する。
- 1 - 2文字目　…　基本記号
- 車号　　　　…　所属および等級別の車番

| 基本記号 | 名称     | 基本記号 | 名称   | 基本記号 | 名称   |
| -------- | -------- | -------- | ------ | -------- | ------ |
| イ       | 一等車   | キヒ     | 貴賓車 | イア     | 慰安車 |
| ロ       | 二等車   | トク     | 特別車 | シヤ     | 職用車 |
| ハ       | 三等車   | エレ     | 英霊車 | ケヒ     | 警備車 |
| シ       | 食堂車   | テン     | 展望車 | ムテ     | 無電車 |
| キ       | 厨房車   | ネ       | 寝台車 | シケ     | 試験車 |
| テ       | 手荷物車 | セリ     | 診療車 | －       | －     |
| ユ       | 郵便車   | キヨ     | 教育車 | －       | －     |

- 独立暖房装置を備えた車両はオ、附随車はフ、附随制御車はフセを上記記号に続けて付す。

- 車号は、第4期については社線用と国線用を区別することとし、1 - 2000が満鉄所属3等車、1 - 200はその他の満鉄所属客車、2001 - 4000が満洲国鉄所属3等車、201 - 400がその他の満洲国鉄所属客車。

### 貨車
カタカナで用途を表現する。
| 記号 | 名称（有蓋貨車） | 記号 | 名称（無蓋貨車） | 記号 | 名称（槽車）   |
| ---- | ---------------- | ---- | ---------------- | ---- | -------------- |
| ヤ   | 有蓋車           | ム   | 無蓋車           | ミ   | 水槽車         |
| ホ   | 保温車           | ツ   | 土運車           | ア   | 石油槽車       |
| レ   | 冷蔵車           | タ   | 石炭車           | ケ   | 軽油槽車       |
| フ   | 通風車           | コ   | 鉱石車           | オ   | 重油槽車       |
| ウ   | 家畜車           | チ   | 長物車           | マ   | 豆油槽車       |
| カ   | 車掌車           | アシ | 灰運車           | ル   | タール槽車     |
| ヒ   | 非常車           | －   | －               | リ   | 硫酸槽車       |
| エセ | 衛生車           | －   | －               | ヨ   | 硝酸槽車       |
| キケ | 検衡車           | －   | －               | ラ   | パラフィン槽車 |
| コハ | 工事発電車       | －   | －               | －   | －             |
| シク | 宿営車           | －   | －               | －   | －             |
| ユキ | 雪掻車           | －   | －               | －   | －             |

### 動車
第2期
監査用のみ存在。動車の分類が存在せず、機関車の項目で計上されていた。
アルファベット1文字（＋枝番）＋番号で表現する。
形式はInspectionの頭文字Iを用いた。蒸気動車・ガソリンカー各1種存在したが枝番有無で分類。
- 1文字目　…　形式
- 枝番　　…　同型の新型を製造した際は順に付番
- 番号　　…　車番

| 形式 | 名称       |
| ---- | ---------- |
| I    | 監査用動車 |

第3期
旅客用動車が登場。旅客用動車はエンジンの点火方式で2種に分類された。監査用と旅客用で付番体系に差異がある。
監査用：基本記号（＋枝番）＋車号
旅客用：基本記号＋客車等級＋補助記号＋車号
- カタカナ　…　基本記号（＋客車等級）
- 客車等級　…　客車設備の等級
- 枝番　　　…　同型の新型を製造した際は順に付番
- 補助記号　…　車種別に1からの数字を必ず付番
- 番号　　　…　車番

| 基本記号 | 名称                     |
| -------- | ------------------------ |
| スペ     | 監査蒸気動車             |
| モタ     | 監査揮発油動車           |
| ケ       | 旅客石油（ケロシン）動車 |
| ジ       | 旅客ディ（ジ）ーゼル動車 |

旅客動車については満洲国鉄の経営委託を受け、満洲国鉄向けに配置転換及び新車形式の最初に国を付して別形式で供給する例が見られた。
第4期
第3期を基本とするが、旅客用動車の基本記号を使用燃料による3分類とした。満洲国鉄線車の形式に国を付す方式を廃し、補助記号を通し番号に改めた。
基本記号（＋客車等級）＋補助記号＋車号で表現する。
- カタカナ　…　基本記号（＋客車等級）
- 客車等級　…　客車設備の等級
- 補助記号　…　車種別に1からの数字を必ず付番
- 車号　　　…　車番

| 基本記号 | 名称           |
| -------- | -------------- |
| スペ     | 監査蒸気動車   |
| スペキ   | 監査揮発油動車 |
| キ       | 旅客揮発油動車 |
| ケ       | 旅客軽油動車   |
| ジ       | 旅客重油動車   |

## 種類
用途順、製造順に特徴を記述すると下記の通り。

### 機関車
第1期 - 第2期は米国製の輸入機関車が主流であったが、第3期あたりから満鉄製・日本製の機関車も製造されるようになった。以下、分類・形式は特記の無い限り製造当初のもの。

#### 蒸気機関車

##### 急行旅客用

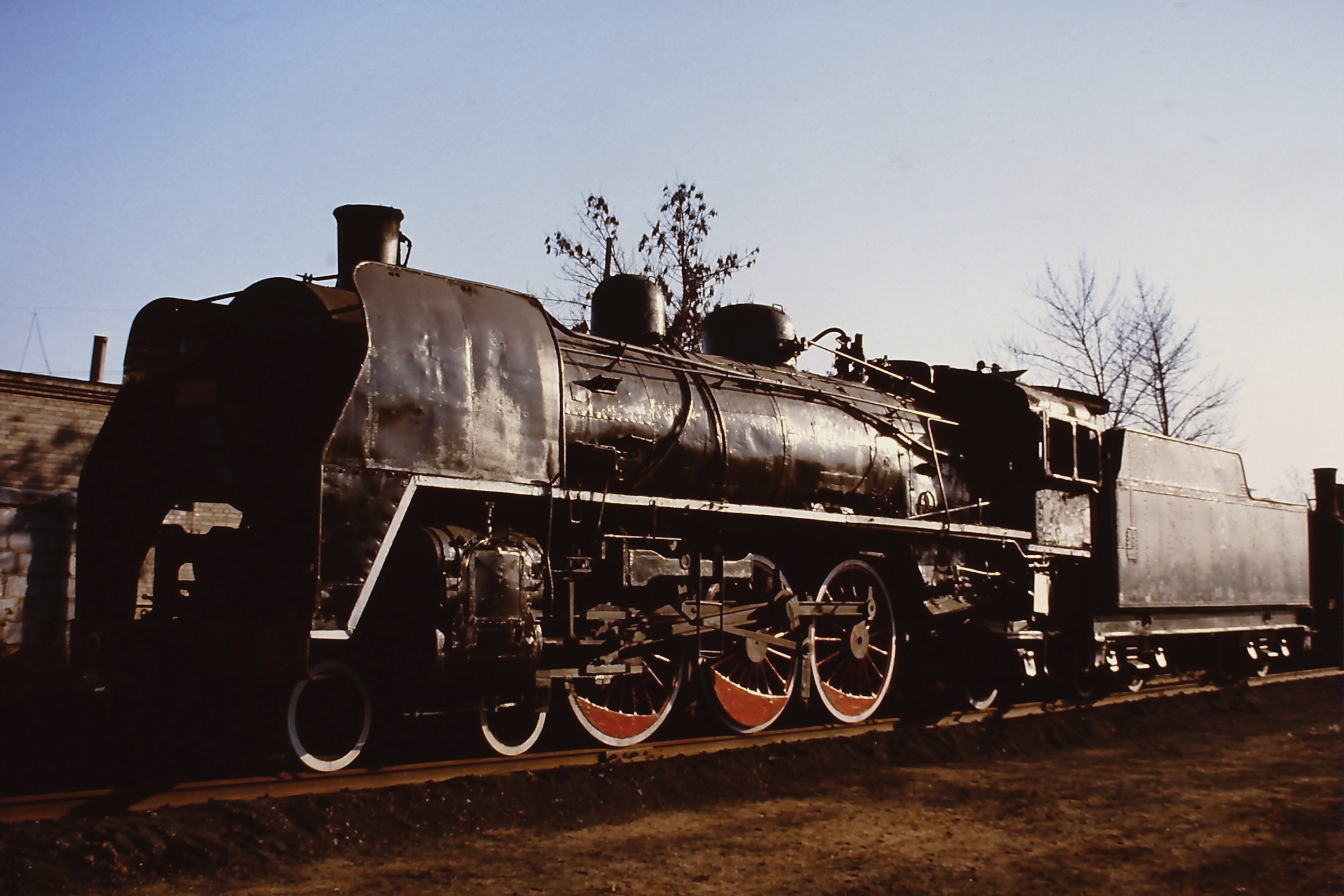
勝利5型（292）、1984年

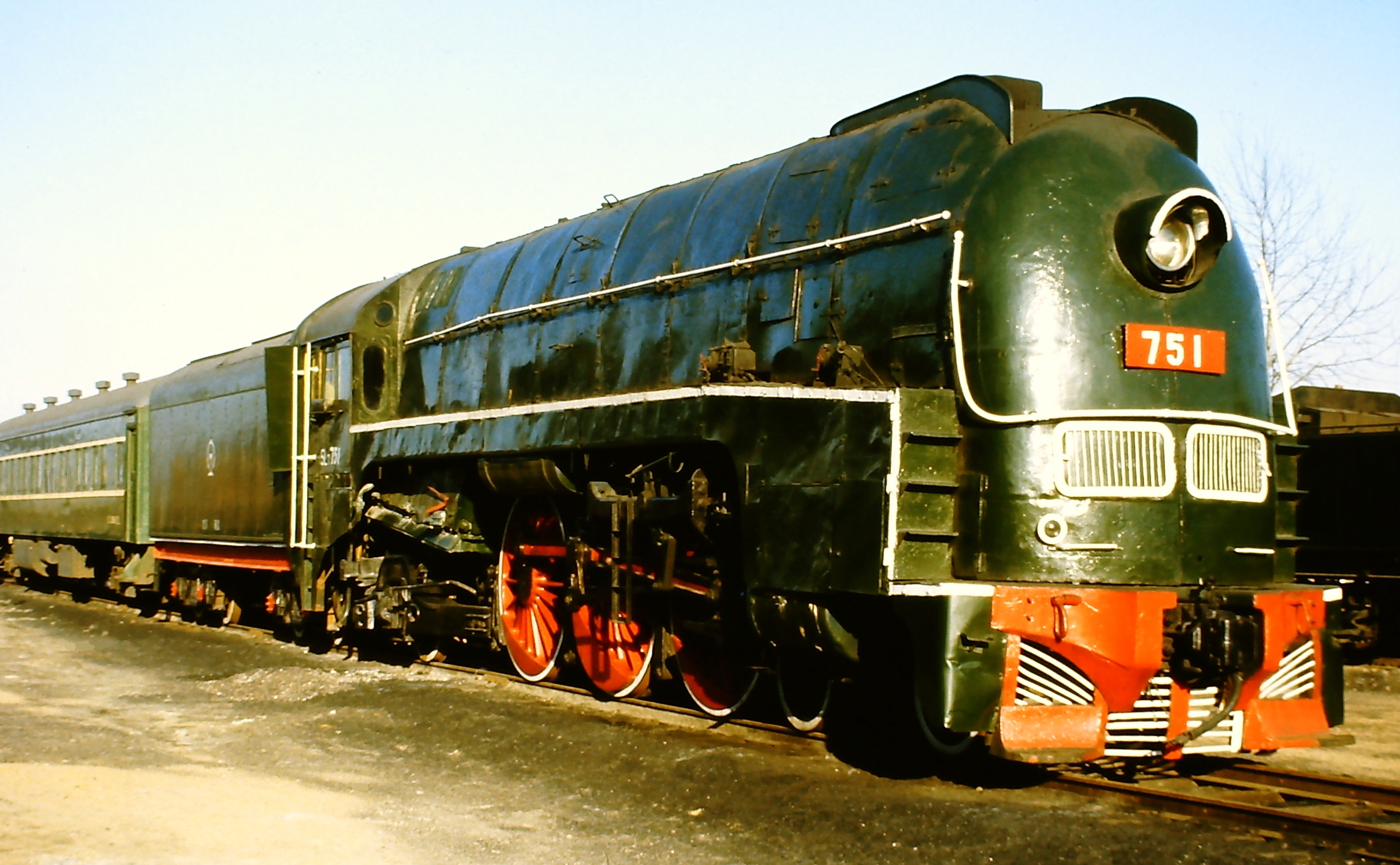
勝利7型（751）、1984年

- パシイ形　2C1形飽和式テンダー機関車　1908年　アメリカンロコモーティブ社リッチモンド工場製

称号変遷　第2期：G形　800 - 806　第3期：パシイ形　800 - 806　国線譲渡 (1933)  : パシコ形　5900 - 5905　第4期：パシイ形　1, 501 - 506
諸元（製造時）　動輪直径：1,753mm　シリンダ（直径×行程） : 508mm×660mm　缶圧：14.0kg/cm2　火格子面積 : 5.11m2　機関車重量（運整） : 89.50t　動輪上重量（同） : 54.10t
諸元（過熱化）　動輪直径 : 1,750mm　シリンダ（直径×行程） : 508mm×660mm　缶圧：14.1kg/cm2　火格子面積 : 4.61m2　機関車重量（運整） : 89.91t　動輪上重量（同） : 57.70t
概要
標準軌への改軌後の満鉄用機関車として、最初に発注されたグループに属する。プルマンカーのみで編成された大連駅 - 長春駅間の国際連絡急行列車（1908年運転開始、週2回運転）を牽引した。急行列車は週3回（一時週4回）の運転に増発されるが、1914年に第一次世界大戦の影響で週1回運転となってからは、安奉線で混合列車に使用されたこともある。1920年 - 1926年の間には過熱式に改造されている。急客機の増備が進んでからは、本線で普通列車の牽引に使用されていた。満洲事変直後に4両が他の鉄道に貸出され、1933年度には4両が新線建設用として、2両が営業用としてそれぞれ満洲国鉄線に譲渡された。1935年の「あじあ」の哈爾浜延長運転に際しては、パシナ形の軸重では新京以北へ乗り入れできないため、新京駅 - 哈爾浜駅間で当機が使用されたと言われている。
第二次世界大戦後の動向
錦州鉄道局管内 (6) と、他鉄道に貸出中 (1) のもの7両が存在し、中華民国に引渡された。中華人民共和国成立後は「PX11」形、のちに「勝利（SL）11」形となった。
- パシニ形　2C1形過熱式テンダー機関車　1916年、1921年　南満洲鉄道沙河口工場製

称号変遷　第2期 : G1形　850 - 855　第3期 : パシニ形　850 - 855　第4期 : パシニ形　1 - 6
諸元　動輪直径 : 1,750mm　シリンダ（直径×行程） : 533mm×660mm　缶圧 : 14.1kg/cm2　火格子面積 : 4.66m2　機関車重量（運整） : 92.46t　動輪上重量（同） : 60.01t
概要
H4形（のちのソリシ形）の製造経験をベースに満鉄で製造された。パシイ形に過熱器を装備し、シリンダ直径を25mm増大しているが、仕様、形態的には同形式を踏襲している。最初の3両が製造された1916年は、第一次世界大戦の影響で急行列車の運転が減少しており（1918年には急行列車休止）、本形式の製造理由は不明である。1921年の製造分は、同年6月に急行列車の運転が再開されたことによる増備と考えられる。急行列車から普通、混合、貨物列車までに使用され、昭和6年度には、本線の普通列車や安奉線の急行および普通、混合列車で使用されていた。
第二次世界大戦後の動向
全機が牡丹江鉄道局管内（6）に存在し、中華民国に引渡された。
- パシサ形（初代）　2C1形過熱式テンダー機関車　1919年　ボールドウィン機関車工場製

称号変遷　第2期 : G2形　900 - 905　第3期 : パシサ形　900 - 905　改称（1933） : パシハ形　5920 - 5925　国線譲渡（1934） : パシナ形　5920 - 5925　第4期 : パシシ形　501 - 506
諸元　動輪直径 : 1,750mm　シリンダ（直径×行程） : 533mm×660mm　缶圧 : 14.1kg/cm2　火格子面積 : 4.09m2　機関車重量（運整） : 90.63t　動輪上重量（同） : 59.33t
概要
第一次世界大戦後の急行列車復活（大連駅 - 長春駅間 : 1921年6月、釜山駅 - 奉天駅間 : 1923年7月）に備えて輸入された。当初は本線で急行および普通列車の牽引に使用されていたが、一部は安奉線に移って、鮮満間の国際急行列車や普通列車に用いられた。パシシ形に置き換えられる形で満洲国鉄線へ貸し出され、1933年には形式名を後述のパシサ形（2代目）に譲ってパシハ形（初代）となり、1934年には全機が満洲国鉄線へ譲渡されてパシナ形となった。1938年の車両称号改正ではパシシ形に編入されている。
第二次世界大戦終了後の動向
第二次世界大戦終了後の動向はパシシ形の項目を参照

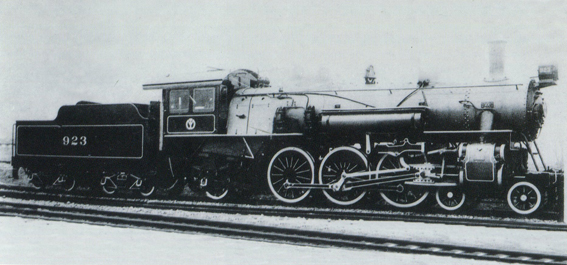
パシシ形

- パシシ形　2C1形過熱式テンダー機関車　1921年 - 1927年　南満洲鉄道沙河口工場製

称号変遷　第2期 : G3形　920 - 942　第3期 : パシシ形　920 - 942　第4期 : パシシ形　1 - 23
諸元　動輪直径 : 1,750mm　シリンダ（直径×行程） : 533mm×660mm　缶圧 : 14.1kg/cm2　火格子面積 : 4.67m2　機関車重量（運整） : 95.80t　動輪上重量（同） : 59.33t
概要
第一次世界大戦後の急行列車復活（大連駅 - 長春駅間 : 1921年6月）に備えて製造された。仕様はパシニ形を基本に、米国から輸入されたパシサ形に装備されていた新しい装置にならったもの。長距離運転に備えて大型の炭水車を持つ。木製客車時代は満鉄を代表する看板機関車であった。昭和初期には急行列車の速度向上の要求と、鋼製客車化による牽引定数増加により、主要な急行仕業はパシコ形に置き換えられ、以降は普通列車に充当された。
第二次世界大戦後の動向
旧パシサ形（初代）、旧パシシ形を合わせて、大連埠頭局管内 (7) 、奉天 (11) 、哈爾浜 (6) 、斉斉哈爾 (5) の各鉄道局管内に29両が存在し、中華民国に引渡された。
- パシコ形　2C1形過熱式テンダー機関車　1927年 - 1928年　南満洲鉄道沙河口工場製

称号変遷　第3期 : パシコ形　950 - 960　第4期 : パシコ形　1 - 11
諸元　動輪直径 : 1,850mm　シリンダ（直径×行程） : 584mm×710mm　缶圧 : 14.1kg/cm2　火格子面積 : 4.82m2　機関車重量（運整） : 102.34t　動輪上重量（同） : 63.93t
概要
急行列車の速度向上の要求と、鋼製客車化による牽引定数の増加とから、パシシ形の置き換え用として製造された。出力増大のためシリンダ容量、火格子面積が増大され、燃焼室は満鉄の機関車で、自動給炭機は旅客用機関車で、それぞれ最初に装備した。大連駅 - 長春駅間の急行列車（のちの「はと」）を牽引し、同列車の所要時間は、1929年以前の12時間30分から1933年には10時間30分まで断続的に短縮された。1934年には「あじあ号」運転のため、大連駅 - 奉天駅間で高速度試験に使用された。パシナ形が出現するまでは満鉄旅客用機関車の代表格であった。
第二次世界大戦後の動向
大連埠頭局管内大石橋機関区 (5) 、奉天鉄道局管内奉天機関区 (6) に11両が存在し、中華民国に引渡された。中華人民共和国成立後は「PX5」形、のちに「勝利 (SL) 5」形として281 - 300までの番号が与えられたと考えられる。瀋陽を中心に旅客列車に使用され、1980年前後には蘇家屯機関区で入換えに使用されているものなど、281 - 283, 292, 296の5両が目撃されている。現在は292が瀋陽蒸気機関車博物館に保存されている。
- パシサ形（2代目）　2C1形過熱式テンダー機関車　1934年 - 1936年　汽車製造、日立製作所製

称号変遷　第3期 : パシサ形　860 - 875　国線用 : パシシ形　5830 - 5859　第4期 : パシサ形　1 - 16, 501 - 530
諸元（パシサ）　動輪直径 : 1,750mm　シリンダ（直径×行程） : 530mm×660mm　缶圧 : 14.0kg/cm2　火格子面積 : 4.07m2　機関車重量（運整） : 89.40t　動輪上重量（同） : 55.60t
諸元（国小パシ）　動輪直径 : 1,750mm　シリンダ（直径×行程） : 530mm×660mm　缶圧 : 14.0kg/cm2　火格子面積 : 4.07m2　機関車重量（運整） : 91.10t　動輪上重量（同） : 57.70t
諸元（新国小パシ）　動輪直径 : 1,750mm　シリンダ（直径×行程） : 530mm×660mm　缶圧 : 14.0kg/cm2　火格子面積 : 4.57m2　機関車重量（運整） : 91.00t　動輪上重量（同） : 56.00t
概要
朝鮮総督府鉄道局から経営を受託（1933年10月）した満鉄北鮮線で使用するために製造された。満洲国鉄線の軽旅客列車用機関車であるパシシ形「国小パシ」と同一の設計、燃焼室装備。朝鮮北部で産出する低カロリーの褐炭を使用することが計算されていたが、火格子面積と伝熱面積の比は満鉄線パシシ形と同水準である。満洲国鉄線パシシ形のうち、最初に製造された10両は、北満鉄路を買収後の使用を目的としていたと考えられ、1935年に新京駅 - 哈爾浜駅間が広軌から標準軌に改軌後、線路状態が整備されていない当時に、同区間で「あじあ号」を牽引したり、同年に満洲国皇帝がはじめて哈爾浜に行幸する際のお召列車牽引機に充てられたこともあった。その後、満洲国鉄線用の5840以降では火格子面積が0.5m2大きくなり、「新国小パシ」とも呼ばれた。1938年の車両称号改正で、満洲国鉄線パシシ形はパシサ形に統一された。また、1939年 - 1940年には華北交通パシサ形として、「新国小パシ」に相当する30両（1521 - 1550）が汽車製造で製造された。
第二次世界大戦後の動向
満鉄線所属機は、羅津鉄道局管内 (11) と、朝鮮総督府鉄道局に貸出中 (5) のもの16両が、満洲国鉄線所属機は、奉天 (1) 、吉林 (5) 、牡丹江 (7) 、斉斉哈爾 (11) の各鉄道局管内と、他鉄道に貸出中 (6) のもの30両がに存在し、中華民国に引渡された。中華人民共和国成立後は華北交通などの分も合わせて「PX3」形、のちに「勝利 (SL) 3」形として1 - 188 (270?) の番号が与えられたと考えられる。1980年前後に114 - 264までのうち、12両が瀋陽、北京、鄭州、広州など中国各地で目撃されている。現在は152が北京の中国鉄道博物館に保存されている。

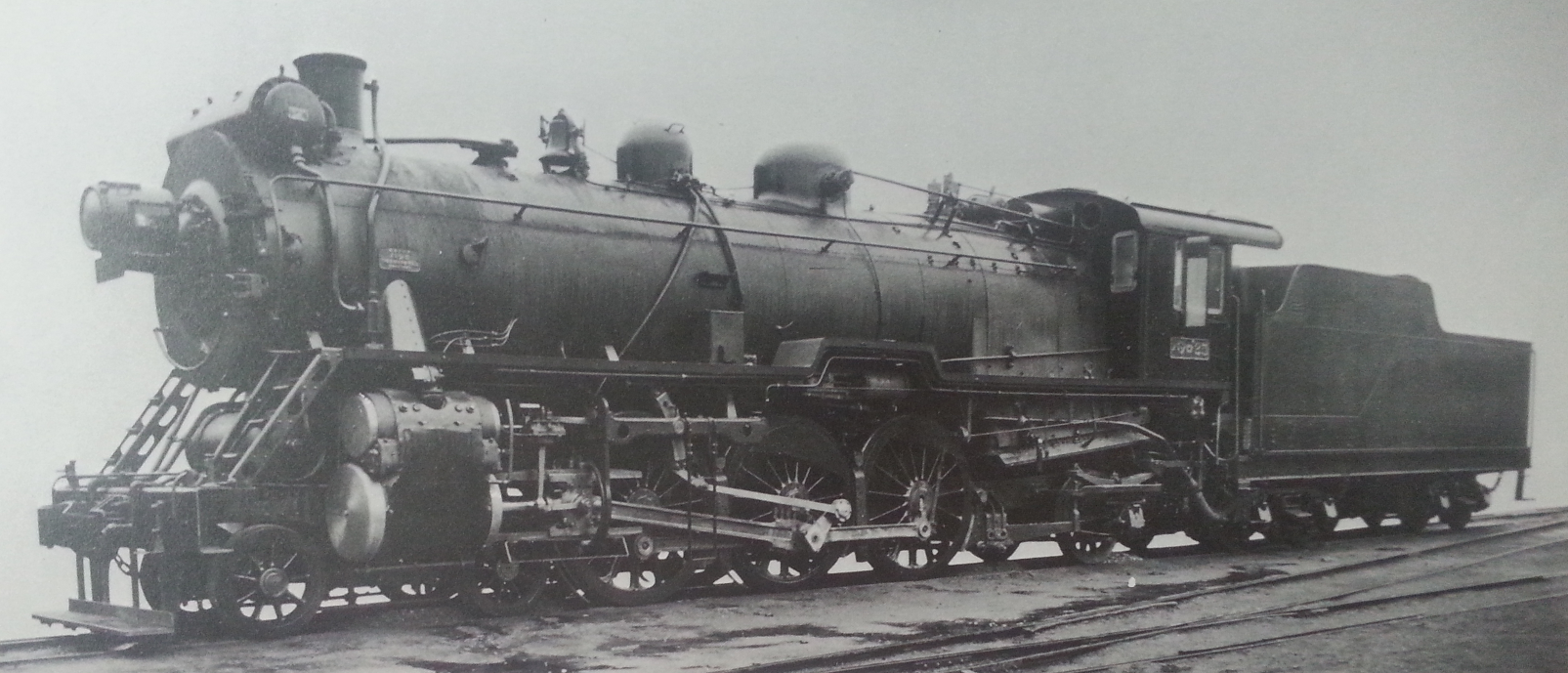
パシロ形

- パシロ形　　2C1形過熱式テンダー機関車　1933年（敦図パシ）、1934年（満鉄パシロ） - 1944年　日立製作所、川崎車輛、南満洲鉄道大連工場、汽車製造、日本車両製

称号変遷　第3期 : パシロ形　900 - 919　国線用 : パシ形　800 - 818　国線改番（1933年） : パシク形　5950 - 5999, 15900 - 15927　第4期 : パシロ形　1 - 45, 501 - 632
2C1形過熱テンダー機関車、シリンダ径×行程 : 570mm×660mm、動輪径 : 1,750mm、蒸気圧力 : 14.0kg/cm2、火格子面積4.82m2。
諸元（社線）　動輪直径 : 1,750mm　シリンダ（直径×行程） : 570mm×660mm　缶圧 : 14.0kg/cm2　火格子面積 : 4.82m2　機関車重量（運整） : 102.03t　動輪上重量（同） : 61.75t
諸元（国線）　動輪直径 : 1,750mm　シリンダ（直径×行程） : 570mm×660mm　缶圧 : 14.0kg/cm2　火格子面積 : 4.82m2　機関車重量（運整） : 100.67t　動輪上重量（同） : 62.21t
概要
1933年にパシイ形、パシサ形が満洲国鉄線へ転属した結果、普通列車用機関車が不足したため、代替機として製造された。その後の増備により、1938年からは安奉線で急行列車用としても使用された。パシロ形は満洲国鉄敦図線用に製造されたパシ形「敦図パシ」または「国大パシ」を改良したもので、パシシ形とパシコ形の中間的存在。燃焼室と、満鉄の新製機関車としてはじめての給水加熱器を備える。炭水車の容量は満鉄の機関車で最大であった。また、転車台の小さい満洲国鉄線用に当機の炭水車を短くし、給水加熱器を省略したパシク形「新国大パシ」が125両製造された（うち、12両は1938年に華北交通に譲渡）。パシロ形、パシク形は軌道強化後の新京駅 - 哈爾浜駅間での「あじあ」牽引や、鮮満支直通急行の「興亜」「大陸」、その他の急行列車や普通列車に使用された。1938年の車両称号改正で、満洲国鉄線パシク形はパシロ形に統一された。また、1941年には華中鉄道KC100形として「新国大パシ」に相当する8両 (1001 - 1008) が、同年以降に華北交通パシロ形として同じく57両 (1533 - 1589) がいずれも川崎車輛で製造された。
第二次世界大戦後の動向
満鉄線所属機、満洲国鉄線所属機を合わせて、奉天 (21) 、錦州 (20) 、吉林 (19) 、牡丹江 (27) 、斉斉哈爾 (48) の各鉄道局管内と、朝鮮総督府鉄道局など他鉄道に貸出中 (25) のもの、その他貸出中 (1) のもの177両が存在し、中華民国に引渡された。中華人民共和国成立後は、華中鉄道、華北交通などの分を合わせた272両が「PX6」形、のちに「勝利 (SL) 6」形301 - 572となった。また、1956年 - 1958年には青島の四方工場で151両（601 - 750, 771、飛び番はSL7形（旧パシナ形）751 - の番号を避けたため）が製造されている。旅客列車用機関車の主力として中国全土で使用され、最後まで残った3両（四方工場製）は吉林で1991年まで現役にあった。現在は四方工場製の601が北京の中国鉄道博物館に保存されている。
| パシナ形 |  | パシナ形（最終増備車） |
| パシナ形 |  | パシナ形（最終増備車） |

- パシナ形　2C1形過熱テンダー機関車　1934年 - 1936年　南満洲鉄道沙河口工場、川崎車輛製

称号変遷　第3期 : パシナ形　970 - 981　第4期 : パシナ形　1 - 12
諸元　動輪直径 : 2,000mm　シリンダ（直径×行程） : 610mm×710mm　缶圧 : 15.5kg/cm2　火格子面積 : 6.25m2　機関車重量（運整） : 119.20t　動輪上重量（同） : 71.83t
概要
「あじあ」牽引用に長距離無停車、高速運転（最高速度120km/h）を目的として製造された。当時流行の流線形が採用されたが、蒸気機関車への採用は世界的にも早い時期であった。また、1936年の最終増備車 (981) 1両のみであるが、川西航空機での風洞実験結果により、流線形被いの形状が「ヘルメット形」と通称されている形態に変更された。満鉄の機関車としては初めてシュミットE形過熱器を採用し、燃焼室、給水加熱器、自動給炭機などを備える。また、炭水車車軸の軸受にはティムケン社のローラーベアリングを採用した。連京線で「あじあ」を牽引したが、両数が揃ってからは「はと」にも用いられた。1940年には満洲国を訪問した日本の秩父宮のお召列車牽引機となった。1943年2月に「あじあ」の運転が休止されてからは普通急行列車に使用された。
第二次世界大戦後の動向
全機が大連埠頭局管内 (12) に存在し、中華民国に引き渡された。一部は終戦時の混乱に乗じてソ連軍が持ち去ったという話もある。中華人民共和国成立後は、「PX7」形、のちに「勝利 (SL) 7」形として751 - 770までの番号が与えられたと考えられる。引き続き瀋大線（旧連京線）周辺で使用された模様で、1980年代には瀋陽で751, 753 - 755の4両が目撃されている。751は1984年に一旦走行可能な状態に復元された後、757とともに保存され、2019年5月からは瀋陽鉄路陳列館で一般公開された。

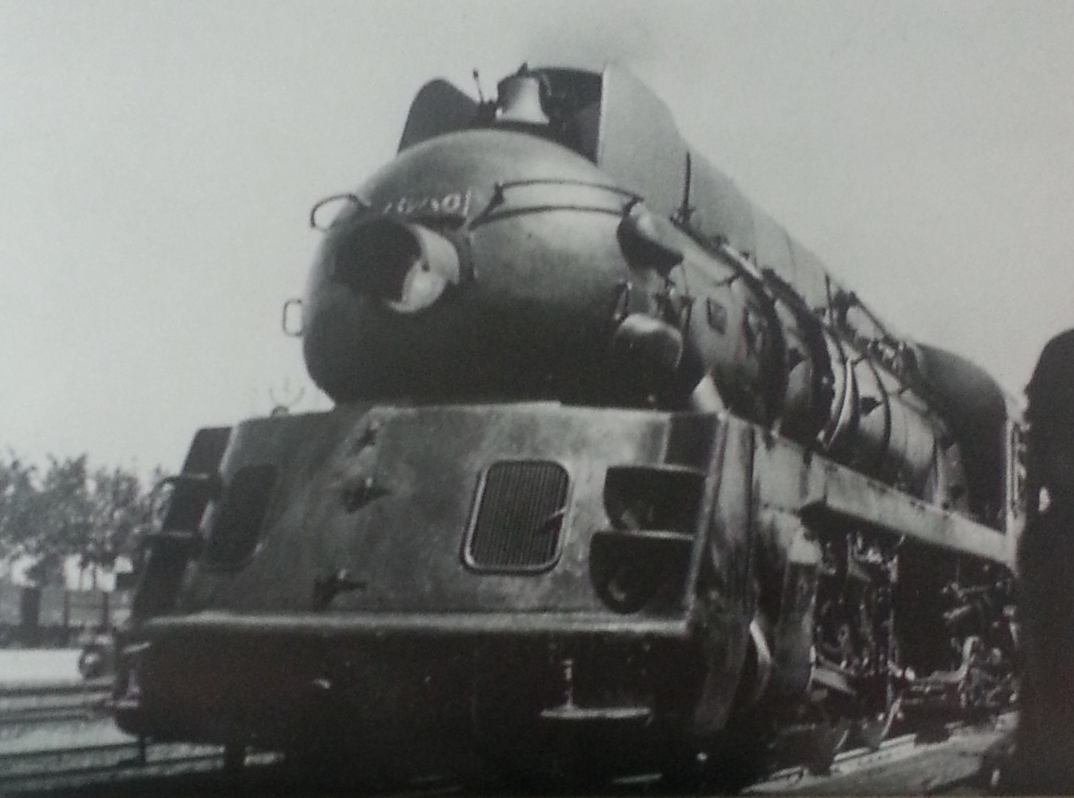
パシハ形

- パシハ形（2代目）　2C1形過熱テンダー機関車　1937年 - 1940年　日立製作所、南満洲鉄道大連工場製

称号変遷　第3期 : パシハ形　811 - 816　第4期 : パシハ形　1 - 16, 501
諸元　動輪直径 : 1,850mm　シリンダ（直径×行程） : 600mm×710mm　缶圧 : 14.5kg/cm2　火格子面積 : 5.36m2　機関車重量（運整） : 114.91t　動輪上重量（同） : 68.57t
概要
パシコ形を凌駕する機関車として高速旅客列車用に製造された。半流線形の外被を持つ。保守の手間を低減し、機関車運用効率を向上させるため、機関車、炭水車の各軸受にSKF社のローラーベアリングを装備した。また、燃焼室、シュミットE形加熱器、給水加熱器、自動給炭機などを備える。ローラーベアリングはダブサ形で採用したものの、取扱い経験不足であり、当初は予期せぬ故障が発生したが、その後は日車平均キロ、走行キロ当たり修繕費ともに、従来のパシと比較して大きな向上を達成した。連京線で「はと」などの急行列車の牽引に使用され、安奉線の複線化後は新京駅 - 安東駅間の長距離運転をした時期もあった。また、1943年5月3日より1週間、新京駅 - 安東駅間にて満洲国皇帝用のお召し列車を牽引しており、満洲国鉄線用の1両は宮廷列車用として準備されたものとも考えられる。
第二次世界大戦後の動向
満鉄線所属機、満洲国鉄線所属機を合わせて、大連埠頭局管内 (16) 、奉天鉄道局管内 (1) に17両が存在し、中華民国に引渡された。中華人民共和国成立後は、「PX8」形、のちに「勝利 (SL) 8」形801 - 817となった。毛沢東専用列車を牽引する写真が公開されたこともある。1980年前後には804 - 806, 811, 815の5両が北京や鄭州周辺で目撃されている。現在は815が瀋陽蒸気機関車博物館に保存されている。

##### 普通旅客用
- アメイ形　2B形飽和式テンダー機関車　1906年　アメリカンロコモーティブ社ロジャース工場製

称号変遷　第2期 : A形　50 - 53　第3期 : アメ形　50 - 53　第4期 : アメイ形　1 - 4
諸元　動輪直径 : 1,727mm　シリンダ（直径×行程） : 457mm×660mm　缶圧 : 12.7kg/cm2　火格子面積 : 2.42m2　機関車重量（運整） : 58.30t　動輪上重量（同） : 40.30t
概要
標準軌への改軌後の満鉄用機関車として、最初に発注されたグループに属する。アメリカンロコモーティブ社の資料によると、米国シカゴ・サザン鉄道（後にミルウォーキー鉄道の一部）の注文流れ品である。本線や安奉線で主として普通列車に使用された。1927年には全4両が四洮鉄路に貸出された。満洲事変後は本線に戻り、営口線や、ダブサとともに連京線の軽旅客列車の牽引に使用された。
第二次世界大戦後の動向
全機が奉天鉄道局管内 (4) に存在し、中華民国に引渡された。
- F形　2C形飽和式テンダー機関車　1906年　アメリカンロコモーティブ社ロジャース工場製

称号変遷　第1期 : 100, 101　第2期 : F形　600, 601　吉長譲渡 : 吉長200形　200, 201　第3期 : 吉長200形　200, 201　国線編入 : テホニ形　5621, 5622　第4期 : テホニ形　501, 502
諸元　動輪直径 : 1,473mm　シリンダ（直径×行程） : 483mm×660mm　缶圧 : 13.4kg/cm2　火格子面積 : 3.58m2　機関車重量（運整） : 65.80t　動輪上重量（同） : 52.60t
概要
標準軌への改軌後の満鉄用機関車として、最初に発注されたグループに属する。H形とともに大連港に最初に揚陸された。満鉄の社史によればアメリカンロコモーティブ社スケネクタディー工場製で、米国ボストン・アンド・メイン鉄道の注文品とされているが、アメリカンロコモーティブ社の資料によると、アメイ形と同じく同社ロジャース工場製で、米国シカゴ・サザン鉄道（後にミルウォーキー鉄道の一部）の注文流れ品である。本線で使用後、安奉線で混合列車や貨物列車に使用された。両数が少ないため運用上不便であり、1918年に吉長鉄路に譲渡され200形となった。同鉄路が満洲国鉄に編入されてからはテホニ形となった。
第二次世界大戦後の動向
終戦時の動向は不明。中華人民共和国成立後は「TH10」形となった。
- テホイ形　2C形飽和式テンダー機関車　1908年　アメリカンロコモーティブ社リッチモンド工場製

称号変遷　第2期 : F1形　602 - 619　第3期 : テホイ形　602 - 619　国線譲渡 : テホサ形　5650, 5651　第4期 : テホイ形　1 - 15, 501, 502
諸元（新製時）　動輪直径 : 1,753mm　シリンダ（直径×行程） : 483mm×610mm　缶圧 : 14.0kg/cm2　火格子面積 : 3.01m2　機関車重量（運整） : 72.00t　動輪上重量（同） : 55.10t
諸元（過熱化）　動輪直径 : 1,750mm　シリンダ（直径×行程） : 483mm×610mm　缶圧 : 14.1kg/cm2　火格子面積 : 2.94m2　機関車重量（運整） : 72.84t　動輪上重量（同） : 56.23t
概要
標準軌への改軌後の満鉄用機関車として、最初に発注されたグループに属する。本線で急行や普通列車を牽引し、安奉線（1911年から）や旅順線の急行列車にも使用されるなど、旅客列車牽引の主力であった。その後、1920年 - 1926年の間には過熱式に改造されている。1927年には1両が四洮鉄路に貸出された。同年に4両が撫順炭鉱に転属したが、1931年にはソリイ形の代わりに3両が返還された。一部は1931年に金福鉄路で使用された。また、1933年には満洲国鉄線の新線建設用に2両が譲渡されテホサ形となった。1938年の車両称号改正では満鉄線テホイ形、テホニ形、満洲国鉄線テホサ形の旧F1形が全てテホイ形に統一された。
第二次世界大戦後の動向
旧テホイ形、旧テホニ形を合わせて、大連埠頭局管内 (9) 、奉天 (5) 、錦州 (5) 、斉斉哈爾 (3) の各鉄道局管内に22両が存在し、中華民国に引渡された。中華人民共和国成立後は「TH1」形となった。
- テホニ形　2C形飽和式テンダー機関車　1912年　アメリカンロコモーティブ社スケネクタディ工場製

称号変遷　第2期 : F1形　620 - 624　第3期 : テホニ形　620 - 624　第4期 : テホイ形　16 - 20
諸元（新製時）　動輪直径 : 1,753mm　シリンダ（直径×行程） : 483mm×610mm　缶圧 : 14.0kg/cm2　火格子面積 : 3.01m2　機関車重量（運整） : 72.00t　動輪上重量（同） : 55.10t
諸元（過熱化）　動輪直径 : 1,750mm　シリンダ（直径×行程） : 483mm×610mm　缶圧 : 14.1kg/cm2　火格子面積 : 2.95m2　機関車重量（運整） : 71.53t　動輪上重量（同） : 54.87t
概要
1911年の安奉線改築後、奉天駅 - 京城駅間の国際急行列車が週3回運転されるのにあわせて、F1形（後のテホイ形）の増備分として輸入された。当初はF1形に含まれていたが、1923年にテホニ形となる。1920年 - 1926年の間には過熱式に改造されている。本線で急行および普通列車を牽引し、一部は1931年に金福鉄路で使用された。1938年の車両称号改正では満鉄線テホイ形、テホニ形、満洲国鉄線テホサ形の旧F1形が全てテホイ形に統一された。
第二次世界大戦後の動向
第二次世界大戦後の動向はテホイ形の項目を参照
- テホサ形　2C形飽和式テンダー機関車　1912年　ベイヤー・ピーコック社製

称号変遷　第2期 : F2形　700 - 704　第3期 : テホサ形　700 - 704　国線譲渡 : テホコ形　5700 - 5704　第4期 : テホサ形　501 - 505
諸元（新製時）　動輪直径 : 1,753mm　シリンダ（直径×行程） : 483mm×610mm　缶圧 : 14.06kg/cm2　火格子面積 : 2.93m2　機関車重量（運整） : 71.88t　動輪上重量（同） : 55.42t
諸元（過熱化）　動輪直径 : 1,750mm　シリンダ（直径×行程） : 483mm×610mm　缶圧 : 14.1kg/cm2　火格子面積 : 2.96m2　機関車重量（運整） : 71.92t　動輪上重量（同） : 55.89t
概要
満鉄の英貨による社債募集のため、ソリサ形とともに初めてイギリスに発注された機関車である。1920年 - 1926年の間には過熱式に改造されている。本線や安奉線で使用後、1927年には4両が四洮鉄路に貸出された。その後、本線で普通列車に使用されていたが、満洲事変後は奉山線に貸出され、1933年には全機が満洲国鉄線の営業用に譲渡されて、テホコ形となった。1938年の車両称号改正ではテホサ形に戻されている。
第二次世界大戦後の動向
奉天 (3) 、斉斉哈爾 (2) の各鉄道局管内に5両が存在し、中華民国に引渡された。

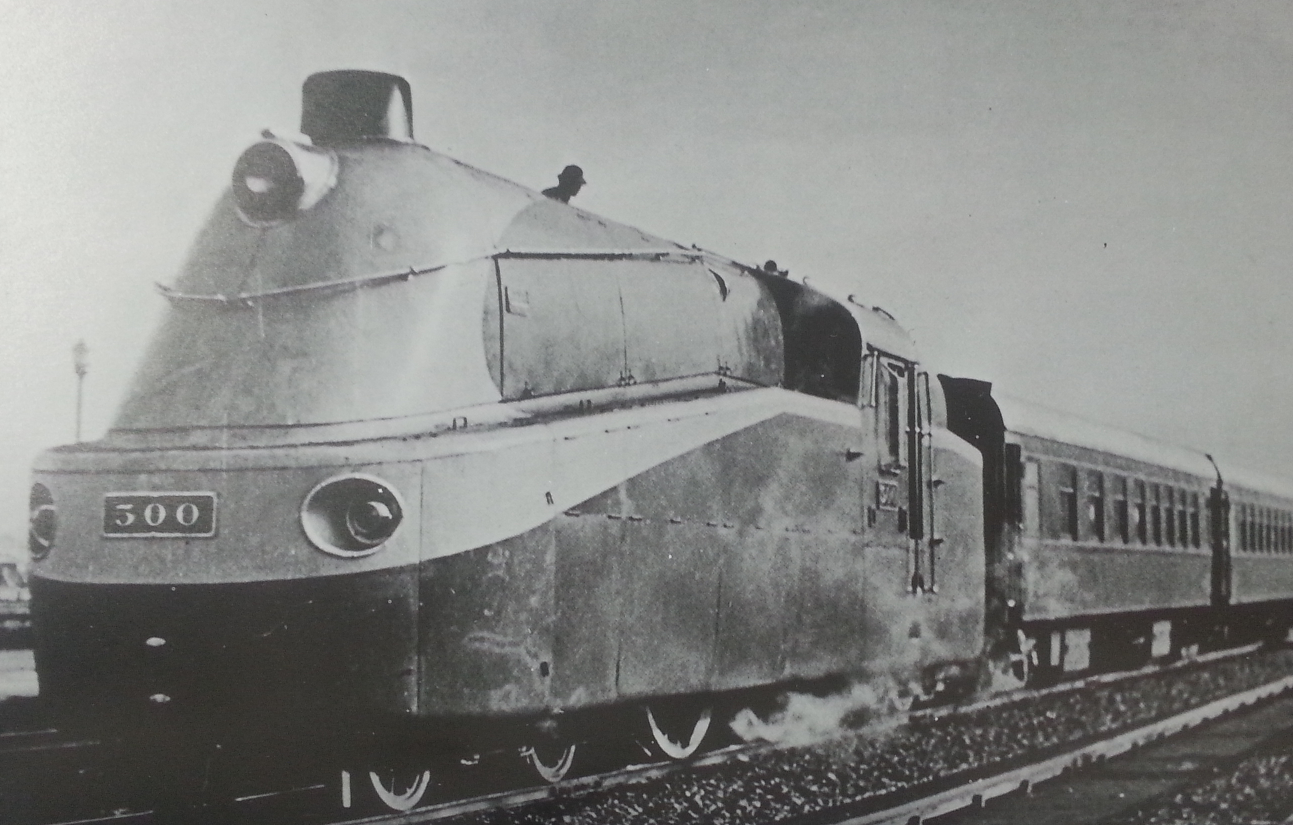
ダブサ形

- ダブサ形　2B2形過熱式タンク機関車　1936年　川崎車輛製

称号変遷　第3期 : ダブサ形　500 - 501　第4期 : ダブサ形　1 - 2
諸元　動輪直径 : 2,000mm　シリンダ（直径×行程） : 470mm×660mm　缶圧 : 15.5kg/cm2　火格子面積 : 2.28m2　機関車重量（運整） : 99.89t　動輪上重量（同） : 40.44t
概要
重油動車ジテが故障、検査の場合の代機とするために製造された流線形タンク機関車。2,000mmの大動輪を持ち、高速小単位列車での使用を考慮した点では、1934年のドイツ帝国鉄道61形機関車（2C2形タンク機関車）や1936年の独リューベック・ビューヘン鉄道の1B1形タンク機関車LBE Nr.1-Nr.3（ドイツ語: LBE Nr. 1 bis 3）などと同様のコンセプトであり、形態も類似している。当初は2B3形タンク機関車とすることが計画されていた。流線形形状はパシナ形最終号機の設計の際に川西航空機で実施した風洞実験の結果に基づいて決定された。機関車の各軸受にSKF社のローラーベアリングを装備し、シュミットE形過熱器や重油燃焼装置の採用、実現しなかったが弁装置へのポペット弁の検討など試作機的要素も強かった。重油燃焼装置は、撫順炭鉱で生産される頁岩重油を用いた場合、火室内温度が上昇しすぎて故障が発生し、実用的ではなかった。実際の運用では活躍の場は少なく、連京線での軽旅客列車の牽引にとどまった。
流線型カバーには流れるような曲線で模様が描かれており、正面からやや上部までがクリーム色、他がぶどう色のツートンであった。
第二次世界大戦後の動向
大連埠頭局管内 (1) 、奉天鉄道局管内 (1) に2両が存在し、中華民国に引渡された。中華人民共和国成立後は「LD1」形となった。

##### 重量貨物・急行貨物用
- ミカニ形　1D1形過熱式三気筒テンダー機関車　1924年 - 1932年　アメリカンロコモーティブ社スケネクタディー工場、南満洲鉄道沙河口工場、川崎造船所、汽車製造製

称号変遷　第3期 : ミカニ形　1600 - 1640　第4期 : ミカニ形　1 - 41
諸元　動輪直径 : 1,370mm　シリンダ（直径×行程） :  (3) 572mm×660mm　缶圧 : 12.7kg/cm2　火格子面積 : 6.25m2　機関車重量（運整） : 115.80t　動輪上重量（同） : 84.25t
概要
撫順駅 - 大連駅間の石炭列車牽引のために製造された大形貨物列車用機関車。当初の輸入機は5両で、その後1926年から満鉄および日本の工場で増備された。アメリカンロコモーティブ社としても初期に製造した単式三気筒機関車であり、完成後は詳細な性能試験を行って報道し、鉄道業界の注目を集めた。満鉄の機関車として初めて、運転整備重量が100tを超え、新製機として自動給炭機を備えたのも最初であった。性能は優れていたものの、三気筒機関車は保守に手間がかかるため、1929年度の増備では1E1形過熱式テンダー機関車サタ形の設計が検討された。この時はミカニ形11両が製造されることとなったが、1933年にはクランク軸折損事故が相次いだこともあり、代替機としてミカシ形が開発されることとなった。
第二次世界大戦後の動向
大連埠頭局管内 (35) 、奉天鉄道局管内 (6) に41両が存在し、中華民国に引渡された。中華人民共和国成立後は「MK2」形、のちに「解放 (JF) 2」形として2501 - 2527 ( - 2550?) までの番号が与えられたと考えられる。1960年代まで瀋大線（旧連京線）を中心に使用されたようであり、1980年前後には2525と2533の2両が目撃されている。現在は2525が瀋陽蒸気機関車博物館に保存されている。
- ミカシ形　1D1形過熱式テンダー機関車　1935年　川崎車輛、汽車製造製

称号変遷　第3期 : ミカシ形　1650 - 1664　第4期 : ミカシ形　1 - 15
諸元　動輪直径 : 1,500mm　シリンダ（直径×行程） : 630mm×760mm　缶圧 : 17.0kg/cm2　火格子面積 : 6.25m2　機関車重量（運整） : 124.64t　動輪上重量（同） : 91.72t
概要
満洲国成立後の貨物輸送増加に伴い、ミカニ形の後継機として製造された。二気筒で三気筒機関車と同等以上の牽引力を持たせる場合、粘着率を高く取る必要があるが、そうすると軸重が過大 (24.0 - 25.6t) となってしまう。ミカシ形の設計ではカット・オフ50%を最大とする制限締切 (limited cut off) 方式を採用し、左右シリンダの合成回転力の釣り合いを取ることで、軸重を23.0tにとどめることができた。缶圧はパシナ形を上回る17.0kg/cm2とし、高温度式のシュミットE形過熱器、大形の燃焼室、給水加熱器の装備により、ミカニ形に比して試算で約10%、最高の成績で22.6%の燃料節約が可能となった。また、貨物列車の速度向上の要求から、従来の満鉄貨物用機関車の標準であった動輪直径1,370mmに対し、1,500mmが採用された。主に連京線奉天以南で、30t積み石炭車60両（総重量は3,000t近く）を牽引する撫順炭輸送に充当された。ミカニ形のダイヤで運転した場合、動輪直径が大きいため、ピストン速度が遅くなりすぎて勾配区間でスリップを起こすことがあり、制限締切を60%としたり、貨物列車のダイヤを変更するなどの対策が採られた。
ただし、前述の新要素のうちボイラー回りについては性能向上に寄与したことについて間違いないが「制限締切方式が粘着力確保に有効だったか」（3シリンダー機より扱いやすかったか）については疑問とする意見もあり、まずこの制限締切方式自体が最初にアメリカのペンシルバニア鉄道で使用（1916年）されてから、50から60％カットオフ機関車はアメリカで1000両近く製造はされているが、このうちの半数は発祥のペンシルバニア鉄道が使用したものであり、さらに1930年以後は70％以下のカットオフ機関車新規製造がほとんどない事から発祥の地でもこの当時下火になってきた手法であったこと。
次に満鉄内でも、ミカシの低速走行時に補助ポートから本来蒸気が入る方の反対側（ピストンが向かっていく狭くなる側）に蒸気が入って動きの邪魔（バックトルク）になることがあり、これが発進時に思うように動かない「出渋り」や低速走行時に急に止まる「腰砕け」といったトラブルを起こしていた事、逆にこれを抑えるため50％カットオフをやめた後これの頻度が下がった（ただし空転しやすくなった）と説明があるなど、3シリンダーのミカニとは違ったトラブルが起きていたことがあげられる。
第二次世界大戦後の動向
大連埠頭局管内 (13) 、奉天鉄道局管内 (2) に15両が存在し、中華民国に引渡された。中華人民共和国成立後は「MK4」形、のちに「解放 (JF) 4」形2701 - 2715となった。瀋大線（旧連京線）を中心に使用されたと考えられる。
- マテイ形　2D1形過熱式テンダー機関車　1936年　日立製作所、川崎車輛製

称号変遷　第3期 : マテイ形　1800 - 1806　第4期 : マテイ形　1 - 7
諸元　動輪直径 : 1,750mm　シリンダ（直径×行程） : 630mm×760mm　缶圧 : 14.5kg/cm2　火格子面積 : 5.36m2　機関車重量（運整） : 126.28t　動輪上重量（同） : 83.39t
概要
ミカイ形、ミカニ形によって牽引されていた貨物列車を高速化するために製造された。満鉄では全長、重量ともに最大のの蒸気機関車。燃焼室、シュミットE形過熱器、給水加熱器、自動給炭機などを備える。北行きの生鮮食品輸送の高速化がねらいで、当初2C1形が検討されたが、南行きでは普通貨物列車を牽引する必要があり、速度と牽引力を両立させるため、1,750mmの大きな動輪を持つ2D1形機関車となった。主として連京線の急行貨物列車に使用され、1,700t貨物を最高速度90km/hで牽引可能であった。また旅客列車も牽引した。
第二次世界大戦後の動向
全機が奉天鉄道局管内蘇家屯機関区 (7) に存在し、中華民国に引渡された。中華人民共和国成立後は「MT1」形1 - 7となった。1985年に黒龍江省鶴崗の鉱山鉄道で5と6の2両が目撃されている。

##### 一般貨物用
- H形　1D形飽和式テンダー機関車　1906年　アメリカンロコモーティブ社ロード・アイランド工場製

称号変遷　第1期 : 1, 2　第2期 : H形　1000, 1001　吉長譲渡 : 吉長300形　301, 302　第3期 : 吉長300形　301, 302　国線編入 : ソリシ形　6050, 6051　第4期 : ソリロ形　505, 506
諸元　動輪直径 : 1,270mm　シリンダ（直径×行程） : 508mm×660mm　缶圧 : 12.7kg/cm2　火格子面積 : 3.04m2　機関車重量（運整） : 72.50t　動輪上重量（同） : 64.00t
概要
標準軌への改軌後の満鉄用機関車として、最初に発注されたグループに属する。F形とともに大連港に最初に揚陸された。満鉄の社史によればアメリカンロコモーティブ社スケネクタディー工場製で、米国ボストン・アンド・メイン鉄道の注文品とされているが、アメリカンロコモーティブ社の資料によると、同社ロード・アイランド工場製である。同資料では注文先については不明。本線で使用後、1912年から安奉線で貨物列車に使用された。両数が少ないため運用上不便であり、1919年に吉長鉄路に譲渡され300形となった。同鉄路が満洲国鉄に編入されてからはソリシ形、1938年の車両称号改正でソリロ形となった。
第二次世界大戦後の動向
旧H形2両を含むソリロ形8両は1942年の記録には残っているが、中華民国への引渡された機関車には含まれておらず、この間に他鉄道に譲渡か廃車されたものと考えられる。戦後、ソリロ形507が韓国国鉄で使用されたという記録があり、朝鮮総督府鉄道局に譲渡されたものと考えられる。
- ソリイ形　1D形飽和式テンダー機関車　1907年 - 1908年　アメリカンロコモーティブ社クック工場製

称号変遷　第1期 : 3 - 7　第2期 : H1形　1002 - 1032, 1053 - 1067　改番 : H1形　1002 - 1047　第3期 : ソリイ形　1002 - 1047　国線譲渡 : ソリナ形　6200 - 6214　第4期 : ソリイ形　1 - 26, 501 - 515
諸元（新製時）　動輪直径 : 1,270mm　シリンダ（直径×行程） : 559mm×660mm　缶圧 : 12.7kg/cm2　火格子面積 : 3.18m2　機関車重量（運整） : 77.80t　動輪上重量（同） : 69.70t
諸元（過熱化）　動輪直径 : 1,270mm　シリンダ（直径×行程） : 560mm×660mm　缶圧 : 12.7kg/cm2　火格子面積 : 3.16m2　機関車重量（運整） : 78.56t　動輪上重量（同） : 69.97t
概要
標準軌への改軌後の満鉄用機関車として、最初に発注されたグループに属する。当初は本線で、1912年頃から安奉線でも使用された。M形（ミカイ形）やP形（デカ形）の入線後は安奉線で貨物列車と混合列車を牽引した。1923年 - 1925年にかけて過熱式に改造されている。1927年 - 1931年の間に17両が撫順炭鉱に転属された。また、一部は1931年に金福鉄路で使用された。満洲事変当時は臨時装甲列車や軍用列車を牽引して他の鉄道に入線したものもあった。1933年には1002が陸軍省に譲渡され、装甲されて、九四式装甲列車の試作列車に使用された。1934年 - 1936年頃には北鮮線でも使用された。1933年 - 1936年にかけて満洲国鉄線に15両が譲渡され、ソリナ形となって新線建設工事に用いられた。これらは1938年の車両称号改正でソリイ形に統一されている。その後、撫順炭鉱からの返還などにより、1942年時点で満鉄線所属のソリイ形は26両となっていた。
第二次世界大戦後の動向
満鉄線所属機、満洲国鉄線所属機を合わせて錦州 (5) 、牡丹江 (4) 、哈爾浜 (1) 、斉斉哈爾 (5) の各鉄道局管内と、建設事務所に貸出中 (3) のもの、他鉄道に貸出中 (3) のもの、その他 (3) の23両が存在し、中華民国に引渡された。残りの18両は専用線や私設鉄道、華北交通などへ譲渡や廃車されたものと考えられる。
- ソリニ形　1D形飽和式テンダー機関車　1907年　ボールドウィン機関車工場製

称号変遷　第1期 : 34 - 53　第2期 : H2形　1048 - 1067　第3期 : ソリニ形　1048 - 1067　第4期 : ソリニ形　1 - 20
諸元（新製時）　動輪直径 : 1,372mm　シリンダ（直径×行程） : 533mm×711mm　缶圧 : 12.7kg/cm2　火格子面積 : 4.36m2　機関車重量（運整） : 78.23t　動輪上重量（同） : 68.58t
諸元（過熱化）　動輪直径 : 1,370mm　シリンダ（直径×行程） : 560mm×711mm　缶圧 : 12.7kg/cm2　火格子面積 : 4.36m2　機関車重量（運整） : 78.23t　動輪上重量（同） : 68.58t
概要
標準軌への改軌後の満鉄用機関車として、最初に発注されたグループに属する。当初は本線で使用されたが、M形（ミカイ形）やP形（デカ形）の入線後は安奉線で貨物列車と混合列車を牽引した。1927年頃には過熱式に改造されると同時に、シリンダ直径の拡大とワルシャート弁装置への交換が行われた。1927年には5両が四洮鉄路に貸出された。1935年 - 1936年頃には北鮮線でも使用された。
第二次世界大戦後の動向
奉天 (15) 、哈爾浜 (1) の各鉄道局管内と、他鉄道に貸出中 (2) のもの18両が存在し、中華民国に引渡された。残りの2両の動向は不明である。
- ソリサ形　1D形飽和式テンダー機関車　1910年 - 1911年　ベイヤー・ピーコック社製

称号変遷　第2期 : H3形　1068 - 1107　第3期 : ソリサ形　1068 - 1107　第4期 : ソリサ形　1 - 7, 501 - 533
諸元（新製時）　動輪直径 : 1,372mm　シリンダ（直径×行程） : 546mm×711mm　缶圧 : 12.65kg/cm2　火格子面積 : 4.46m2　機関車重量（運整） : 79.86t　動輪上重量（同） : 71.50t
諸元（過熱化）　動輪直径 : 1,370mm　シリンダ（直径×行程） : 572mm×711mm　缶圧 : 12.7kg/cm2　火格子面積 : 4.46m2　機関車重量（運整） : 84.411t　動輪上重量（同） : 76.08t
概要
満鉄の英貨による社債募集のため、テホサ形とともに初めてイギリスに発注された機関車である。当初は本線で使用されたが、M形（ミカイ形）やP形（デカ形）の入線後は安奉線で貨物列車と混合列車を牽引した。1920年 - 1926年の間には過熱式に改造されている。満洲事変の際は、軍用列車を牽引し他線へ進出した。うち4両は、北満鉄路に進出するため特殊外輪を装着して1,524mmに改軌され、約1年間北満鉄路で使用されたのち復元された。その後も対ソ進出を想定して装備そのものは存置された。1933年 - 1935年にかけて満洲国鉄線の営業用に13両、新線建設用に20両が譲渡され、ソリク形となった。これらはソリシ形を含めて1938年の車両称号改正でソリサ形に統一されている。
第二次世界大戦後の動向
旧ソリサ形、旧ソリシ形、ソリサ形（ペンソリ）を合わせて83両中、大連埠頭局管内 (1) 、奉天 (3) 、錦州 (2) 、吉林 (9) 、牡丹江 (23) 、斉斉哈爾 (7) の各鉄道局管内と、建設事務所に貸出中 (3) のもの、他鉄道に貸出中 (15) のもの、その他 (1) の64両が存在し、中華民国に引渡された。
- ソリシ形　1D形過熱式テンダー機関車　1914年 - 1920年　南満洲鉄道沙河口工場製

称号変遷　第2期 : H4形　1200 - 1212　第3期 : ソリシ形　1200 - 1212　国線譲渡 : ソリチ形　6280 - 6292　第4期 : ソリサ形　534 - 546
諸元　動輪直径 : 1,370mm　シリンダ（直径×行程） : 572mm×711mm　缶圧 : 12.7kg/cm2　火格子面積 : 4.55m2　機関車重量（運整） : 82.40t　動輪上重量（同） : 73.94t
概要
満鉄が沙河口工場（後の大連工場）で初めて製造した機関車。満鉄では初めての過熱式機関車でもあり、ソリサ形に近い仕様で英米の折衷的な形態であった。当初は6両が製造され、その後1918年 - 1920年に残りの7両が増備された。本線や安奉線で使用されたが、1931年度の記録ではあまり使用されていなかった。1933年に全機が満洲国鉄線の営業用に譲渡されてソリチ形となり、1938年の車両称号改正ではソリサ形に編入されている。
第二次世界大戦後の動向
第二次世界大戦後の動向はソリサ形の項目を参照
- ソリサ形（ペンソリ）　1D形過熱式テンダー機関車　1905年 - 1907年　ボールドウィン機関車工場、ペンシルバニア鉄道アルトゥーナ工場製

称号変遷　第4期 : ソリサ形　8 - 22, 547 - 561
諸元（H6sb）　動輪直径 : 1,422mm　シリンダ（直径×行程） : 559mm（または584mm）×711mm　缶圧 : 13.7kg/cm2（または14.4kg/cm2）　火格子面積 : 4.55m2　機関車重量（運整） : 92.90t　動輪上重量（同） : 82.06t
概要
これらは正式な資料が存在しないので明らかではないが、1938 - 1939年頃に米国ペンシルバニア鉄道のH6sb形機関車を中古品で購入したものと考えられる。シリンダ直径には559mmと584mmのバリエーションがあった。ペンシルバニア鉄道のソリ形ということで通称「ペンソリ」と呼ばれていた。満鉄線所属機では大石橋機関区に配置されていたものが確認されており、満洲国鉄線所属機は、朝鮮総督府鉄道局線で使用されたものもあると言われている。
第二次世界大戦後の動向
第二次世界大戦後の動向はソリサ形の項目を参照
- ミカイ形　1D1形過熱式テンダー機関車　1918年 - 1928年、1933年 - 1935年（国大ミカ）　アメリカンロコモーティブ社スケネクタディー工場、南満洲鉄道沙河口工場、汽車製造、川崎造船所（川崎車輛）、日本車両、日立製作所製

称号変遷　第2期 : M形　1500 - 1524　第3期 : ミカイ形　1500 - 1569　国線用 : ミカ形1-1500 - 1-1517、1518 - 1533　国線改称 : ミカナ形　6700 - 6773　第4期 : ミカイ形　1 - 70, 501 - 574
諸元（ミカイ）　動輪直径 : 1,370mm　シリンダ（直径×行程） : 584mm×711mm　缶圧 : 13.4kg/cm2　火格子面積 : 5.06m2　機関車重量（運整） : 98.72t　動輪上重量（同） : 76.17t
諸元（国大ミカ）　動輪直径 : 1,370mm　シリンダ（直径×行程） : 584mm×710mm　缶圧 : 13.4kg/cm2　火格子面積 : 5.06m2　機関車重量（運整） : 102.27t　動輪上重量（同） : 78.62t
概要
第一次世界大戦時の貨物輸送増加に対応するため、主として本線の奉天以南の石炭輸送などで使用する目的で製造された。当初の輸入機は25両で、その後1924年 - 1928年までに満鉄および日本の工場で増備された。満鉄の貨物輸送の主力機であり、満洲事変後はデカ形に代わって安奉線でも使用されるようになった。動輪径がソリニ - ソリシ形のものを踏襲して1370mmと小さかったため、本来の貨物輸送のほか九四式装甲列車の牽引機としても使用された。満洲国鉄線でもミカイ形の設計を採用し、1933年にはミカ形「国大ミカ」として敦図線用に34両を製造、その後ミカナ形として40両が増備された。これらは転車台の小さい満洲国鉄線用に炭水車を短くしていた。満鉄線、満洲国鉄線とも、以後の増備は改良型であるミカコ形の設計によった。1938年の車両称号改正では満鉄線ミカコ形、満洲国鉄線ミカナ形はミカイ形に統一された。
第二次世界大戦後の動向
第二次世界大戦後の動向はミカコ形の項目を参照
- デカ形　1E形過熱式テンダー機関車　1919年 - アメリカンロコモーティブ社スケネクタディー工場、南満洲鉄道沙河口工場製

称号変遷　第2期 : P形　1700 - 1761　第3期 : デカ形　1700 - 1761　国線譲渡 : デカ形6900 - 6914　第4期 : デカイ形　1 - 47, 501 - 515
諸元　動輪直径 : 1,370mm　シリンダ（直径×行程） : 584mm×711mm　缶圧 : 13.4kg/cm2　火格子面積 : 4.73m2　機関車重量（運整） : 88.55t　動輪上重量（同） : 77.57t
概要
第一次世界大戦時の貨物輸送増加に対応するため、主として本線の奉天以北および安奉線で使用する目的で製造された。当初の輸入機は26両で、1921年 - 1923年にかけて満鉄工場で増備された。この時点ではM形（ミカイ形）の増備は始まっておらず、P形（デカ形）が満鉄の主力貨物用機関車であった。一部は自動給炭機や給水加熱器を試験的に装備していた。1935年に15両が満洲国鉄線の新線建設用として譲渡され、1938年の車両称号改正ではデカイ形に改称された。満鉄線に残ったものは、大部分が宮原機関区に所属し渓堿線や遼宮線で使用された。
第二次世界大戦後の動向
満鉄線所属機、満洲国鉄線所属機を合わせて、奉天 (25) 、斉斉哈爾 (32) の各鉄道局管内と、他鉄道に貸出中 (5) のもの62両が存在し、中華民国に引渡された。中華人民共和国成立後は「DK1」形として1 - 70までの番号が与えられたと考えられる。1980年代に瀋陽や長春周辺で、1 - 52までのうち17両が目撃されている。
- ミカコ形　1D1形過熱式テンダー機関車　1935年 - 1945年　南満洲鉄道沙河口（大連）工場、汽車製造、川崎車輛、日立製作所、大連機械、満洲車両製

称号変遷　第3期 : ミカコ形　1570 - 1587　国線用 : ミカナ形　6774 - 6899, 16700 - 16717, 16737, 16738　第4期 : ミカイ形　71 - 341, 575 - 1283
諸元（ミカコ）　動輪直径 : 1,370mm　シリンダ（直径×行程） : 580mm×710mm　缶圧 : 14.0kg/cm2　火格子面積 : 5.08m2　機関車重量（運整） : 103.10t　動輪上重量（同） : 79.88t
諸元（新国大ミカ）　動輪直径 : 1,370mm　シリンダ（直径×行程） : 580mm×710mm　缶圧 : 14.0kg/cm2　火格子面積 : 5.06m2　機関車重量（運整） : 103.85t　動輪上重量（同） : 79.94t
概要
満洲国成立後の貨物輸送増加のため、またデカ形を満洲国鉄に譲渡した代替用として1937年までに18両が製造された。ミカイ形を基礎とし、燃焼室と給水加熱器を装備したものであった。1938年の車両称号改正でミカイ形に編入されたが、その後も増備は続けられ、満鉄所属のミカイ形のうち、ミカコ形に相当するものは合計271両であったと考えられている。満洲国鉄線でもミカナ形の増備はミカコ形相当（「新国大ミカ」、給水加熱器は未装備）となり、729両（うち20両は華北交通に譲渡）が製造されたと考えられている。また、華北交通ミカイ形として1939年 - 1945年にかけて249両、華中鉄道KD100形として1940年 - 1941年にかけて19両が日本の工場で製造されている。
第二次世界大戦後の動向
旧ミカイ形、旧ミカコ形、旧ミカナ形を合わせて、大連埠頭局管内 (26) 、奉天 (319) 、錦州 (154) 、吉林 (185) 、牡丹江 (157) 、哈爾浜 (188) 、羅津 (6) の各鉄道局管内と、他鉄道に貸出中 (59) のもの1124両が存在し、中華民国に引渡された。朝鮮総督府鉄道局線に貸出中で韓国や北朝鮮に接収されたもの、中華人民共和国所属機で朝鮮戦争の際に韓国側に接収されたものなども存在すると考えられる。また、朝鮮戦争時に国連軍向けに日本の工場で44両のミカイ形が製造されている。中華人民共和国成立後は「MK1」形、のちに「解放 (JF) 1」形として華中鉄道、華北交通の分を合わせて1400両以上が使用された。番号は1 - 2100までが与えられたと考えられる。1950年には四方工場で、既存の部品を用いた組み立てが始まり (2101 - 2120)、1952年 - 1960年には四方、大連、斉斉哈爾の各工場で455両 (2121 - 2500, 4001 - 4101) が増備されている。貨物列車用機関車の主力として中国全土で使用された。産業用に使用されているものは、2000年代に入っても現役のものがあった。北京の中国鉄道博物館の5両をはじめ、保存機も多い。
- ミカサ形　1D1形過熱式テンダー機関車　1934年 - 川崎車輛、汽車製造、日立製作所、日本車両製

称号変遷　第3期 : ミカサ形　1400 - 1442　国線用 : ミカロ形　6600 - 6647　第4期 : ミカロ形　1 - 43, 501 - 548
諸元　動輪直径 : 1,370mm　シリンダ（直径×行程） : 530mm×710mm　缶圧 : 14.0kg/cm2　火格子面積 : 4.07m2　機関車重量（運整） : 87.10t　動輪上重量（同） : 64.10t
1933年、ソリ形が相次いで満洲国鉄線へ転属したため、代替用として製造された。ミカイ形より一回り小型の軽ミカドで、軽貨物列車の牽引と入換に使用された。1421 - 1442は、入換運転を容易にするために後部に傾斜した炭水車を持つ。当初は入換用であったが、後にブースター装置を搭載し北満鉄道の勾配線にも使用された。1938年の車両称号改正ではミカロ形に統一された。一方、満洲国鉄線では、1934年にミカロ形「国小ミカ」として満鉄ミカサ形の設計により26両が製造された。1935年に増備された22両は一部改良があり「新国小ミカ」と呼ばれた。
第二次世界大戦後の動向
第二次世界大戦後の動向はミカロの項目を参照
- ミカロ形　1D1形過熱式テンダー機関車　1935年 - 1944年　川崎車輛、汽車製造、日立製作所、日本車両製、南満洲鉄道沙河口（大連）工場、大連機械製

称号変遷　第3期 : ミカロ形　1480 - 1499, 11400 - 11401　国線用 : ミカロ形　6648 - 6699, 16600 - 16638　第4期 : ミカロ形　44 - 101, 549 - 639, 645 - 724
諸元　動輪直径 : 1,370mm　シリンダ（直径×行程） : 530mm×710mm　缶圧 : 14.0kg/cm2　火格子面積 : 4.57m2　機関車重量（運整） : 88.29t　動輪上重量（同） : 66.26t
ミカサ形をベースにプレナ形やパシサ形（2代目）と同様、北鮮線で使用するために製造された。朝鮮北部の低カロリーの褐炭を使用するため、ミカサ形より火格子面積を0.5m2大きくしている。その後、1938年 - 1939年に増備があり、北鮮線以外の満鉄線でも使用された。大連の大連機械で製造された最初の機関車である。満洲国鉄線では1936年以降、満鉄ミカロ形と同じく火格子面積の大きな缶を持つミカロ型を171両増備した。これらはソリサ形同様、特殊外輪を装着する1,524mmへの軌間変更装置を装備していた。満洲国鉄線ミカロの640 - 644の欠番は、華北交通向けとなった可能性が考えられる。また、1938年 - 1939年、1943年 - 1944年にかけて華北交通ミカロ形として汽車製造で72両が製造されている。華北交通ミカロ形はこれを含めて推定約120両が存在したものと考えられる。
第二次世界大戦後の動向
旧ミカサ形、旧ミカロ形を合わせて320両のうち、大連埠頭局管内 (20) 、奉天 (38) 、錦州 (32) 、牡丹江 (68) 、哈爾浜 (29) 、斉斉哈爾 (50) の各鉄道局管内と、他鉄道へ貸出中 (75) のもの312両が存在し、中華民国に引渡された。残りの8両は満洲国鉄線所属機であり、他の鉄道へ譲渡された可能性が考えられる。中華人民共和国成立後は「MK6」形、のちに「解放 (JF) 6」形として使用され、3001 - 3475 ( - 3600?) までの番号が与えられたと考えられる。朝鮮戦争とベトナム戦争でそれぞれ北朝鮮とベトナムに数十両が送られた。産業用に使用されたものは1990年代終盤まで現役であった。現在は、3022が北京の中国鉄道博物館に、3329が瀋陽蒸気機関車博物館に保存されている。
- モガイ形　（第3期：モガ形）

1Cテンダー機関車で炭水車は2軸ボギー。520は旧瀋海鉄路51形で1921年唐山工廠製、521 - 524は旧瀋海鉄路52 - 55形で1927年 - ボールドウィン社製。528 - 533は吉長鉄路101 - 106形で、1911年唐山工廠製。

##### 入換用

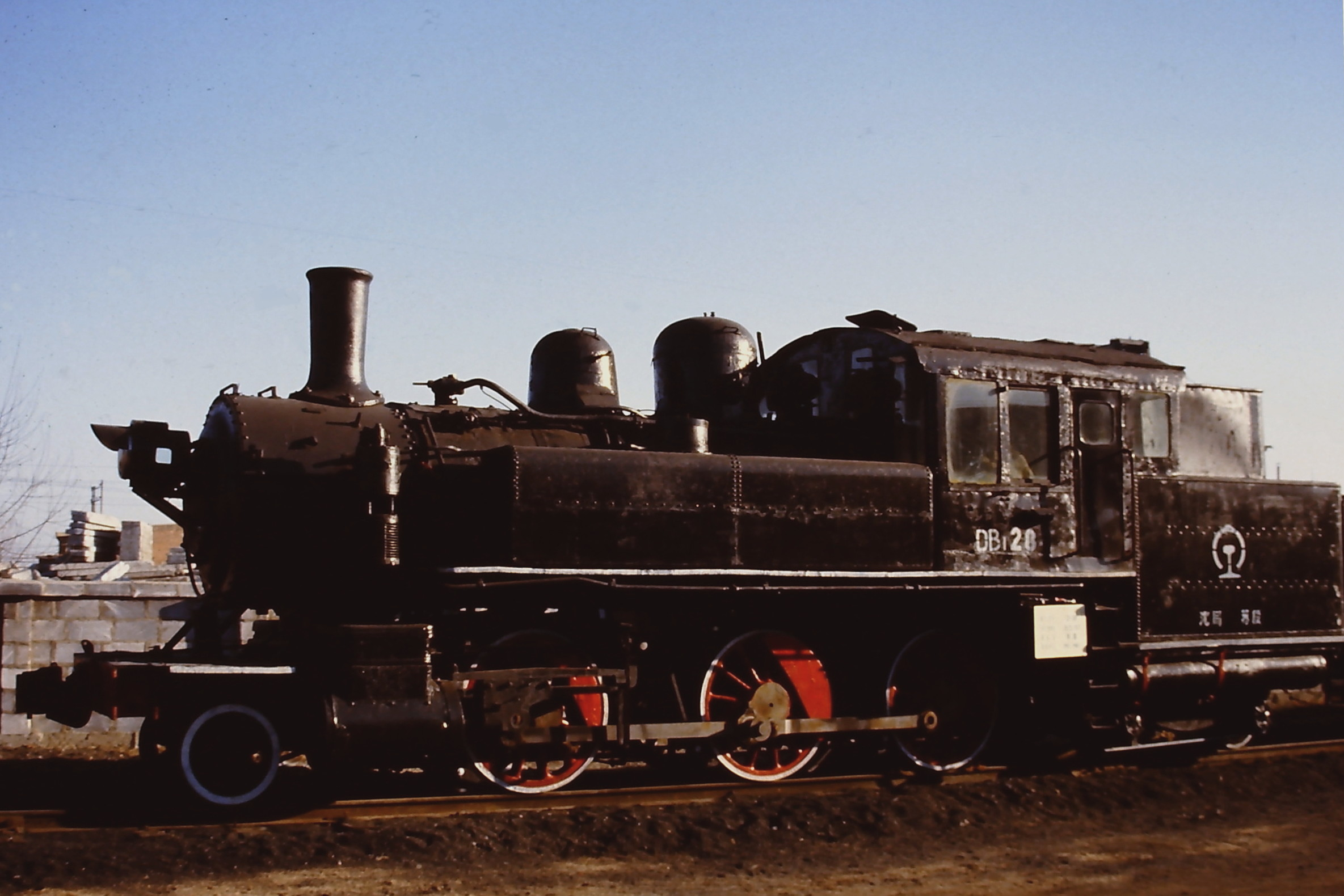
瀋陽市の瀋陽鉄路陳列館で保存されているダブイ形28号機

- ダブイ形　（第2期 : E形、第3期 : ダブ形）

日露戦争後、改軌後の満鉄用機関車として最初に発注されたもので、1907年アメリカンロコモーティブ社製の1C2サイドタンク機関車。本来の入換運転のほか、満洲事変当時は装甲列車の機関車としても使用された。装甲が施されたのは、1931年に428, 449, 453, 455, 457ほか1両の計6両と、1932 - 1933年に計8 - 10両。1933年に計49両が満洲国鉄に転属となりダブコ形となったが、その後ダブイ形に戻されている。

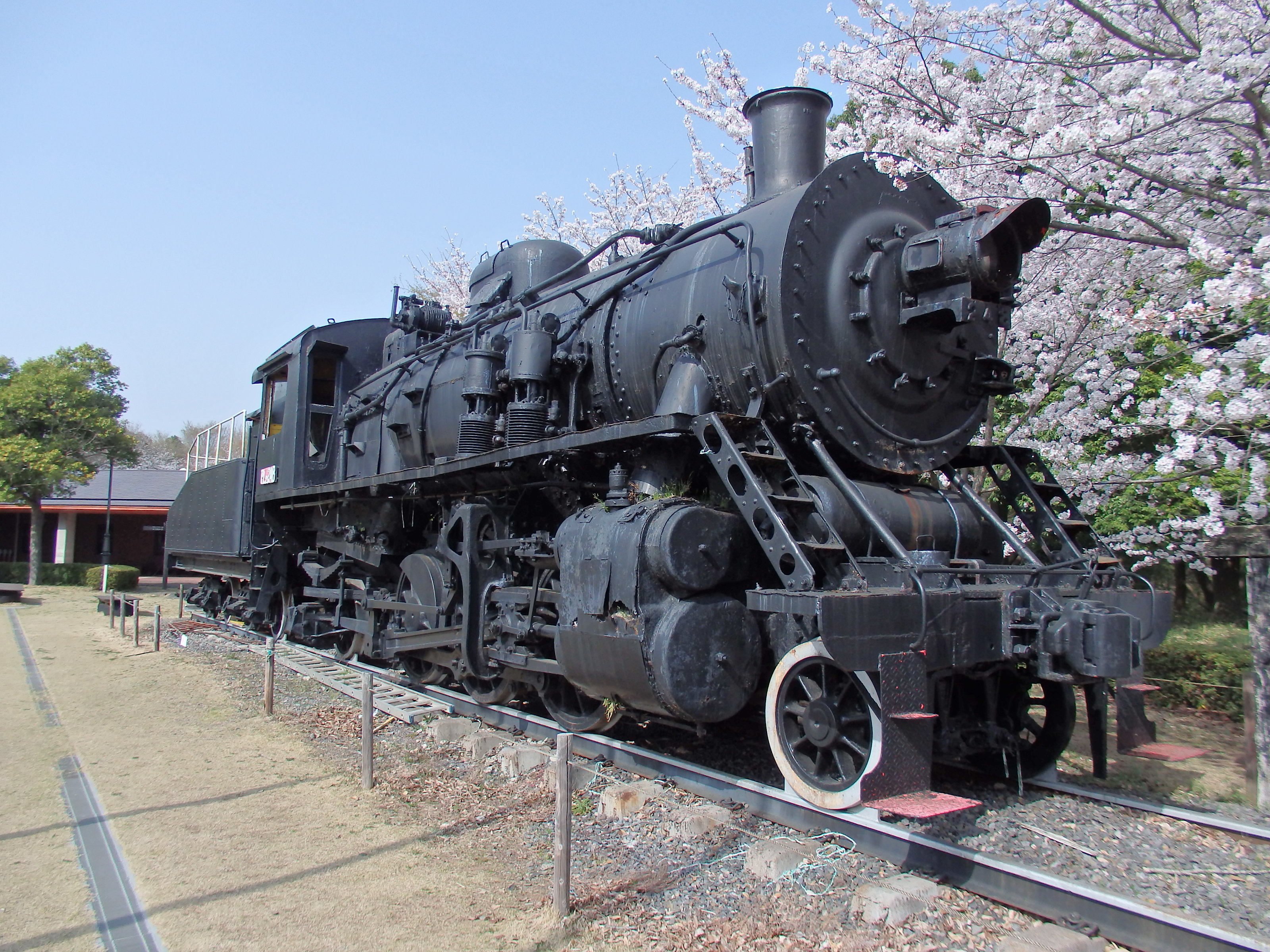
中国での廃車後つくばみらい市のきらくやまふれあいの丘で保存されているプレニ形248号機

- プレイ形　（第2期 : D形、第3期 : プレ形）

日露戦争後、改軌後の満鉄用機関車として発注されたもので、1908年アメリカンロコモーティブ社製の1C1テンダー機関車。満洲国建国後の1933年に、3両が満洲国鉄線へ転属となり、プレシ形となった。
- エトイ形　（第2期 : C形、第3期 : エト形）

第一次世界大戦を契機とした貨物輸送増加に伴い、入換用機関車の刷新を目的として製造されたDテンダー機関車。1919年アメリカンロコモーティブ社製。
- プレシ形　（第3期 : プレサ形）

501形は旧京漢鉄路の1C1テンダ機関車で炭水車は3軸、1919年ボールドウィン社製。505 - 507形は旧北寧鉄路の1C1タンク機関車55 - 57形で、1913年 - 唐山工廠製、1922年 - ノース・ブリティッシュ社製。
- プレサ形

満鉄が経営委託を受けた朝鮮総督府鉄道北鮮線で使用するため、1933年に製造された1C1タンク機関車。
なお、形式名からすると満鉄側ではこの機関車の車輪配置を「プレーリー」と思っていたようだが、この車両はタンク機関車なので製造順的に「ダブサ」、ダブサとなった流線型タンク車が「ダブシ」となるべきところであった。
- ダブニ形

1933年に、ダブイ形が満洲国鉄線へ転属したことに伴い、代替用として1934年に製造された1C2タンク機関車。
- プレニ形

プレイ形が満洲国鉄線へ転属した代替用として1935年に日本車輛にて製造された。

##### その他
- レキイ形　（第2期 : K形、第3期 : クレ形）

レッキングクレーン。営業用ではなく、工場における車両組立用兼牽引用、事故救援用。1909年ドイツ・ボルジッヒ機関車工場製。運転室上部にクレーンを備える。
- シカイ形　（第3期 : シカ形） : 1898年 - ロジャース社製

元蘆漢（後の京漢、平漢）鉄路の車両で、後に京綏（平綏）鉄路で使用されていたものが満洲へ転じたと考えられる。営業用ではなく、沙河口工場（後の大連工場）で構内線用に使用されていた。

##### 特殊用
秘扱い。その存在は原則として非公開であった。
- ミカク形 : 1941年 - 大連工場製

1D1形復水式過熱テンダー機関車、シリンダ径×行程 : 530mm×710mm、動輪径 : 1,370mm、蒸気圧力 : 14.0kg/cm^2、火格子面積 : 4.57m2。
ミカロ形をベースにした復水型蒸気機関車で、関東軍の要請により1両が製造された。機関車の煙突前方に排煙タービンを設置し、排気管により排気を炭水車の復水器に導く。缶用水の確保が困難な北満地方での無給水で長距離走行が目的であり、試験では1,600kmの無給水走行を記録した。

##### 未成（いずれも重量貨物用）
- リクイ形 :（未完成）・ リクニ形 :（未完成）

両方とも1D2形過熱式テンダー機関車、それぞれ「リクイ」はミカイ（旧ミカコ）形、「リクニ」はミカロ形の従台車改造の予定だった。
戦局悪化に伴い海上輸送が危険になってきたため満鮮直通の陸上輸送に重点が移り、機関車の運用効率を上げるため勾配線で補機不要の機関車を上げるために計画された。
原形との最大の違いは2軸従台車の第2軸目に大阪発動機が満洲内で製作中だったブースターをつけ、牽引力を1割ほど増やせる予定であったが、このブースター台車が完成したころには終戦になったため取り付けられずに終わった。
これ以外にミカシ形設計時に「ミカニと同じ牽引力の2シリンダー式機関車」という条件で動輪を1つ増やした1E1も検討されていたが、運転速度向上のため動輪直径1500mmが求められたため没になっている。

#### その他機関車
- ジキイ形 （1号機）

1931年、スルザー・セシュロン・SIG製のディーゼル機関車、試作機、入換用
- ジキニ形 （1号機）

1931年、MAN、エスリンゲン機械工場製のディーゼル機関車、試作機、入換用
- ジキイ形（501、502号機）

1934年、汽車製造・芝浦電気・日立製作所のディーゼル機関車、建設工事・貨物列車・入換用

### 客車
機関車同様、第1期 - 第2期は米国製の輸入車両が主流であった。

#### 特別車
- 特別車1

貴賓の乗車に供する車両で、1908年度に2等客車から改造された。翌年特別車2の登場後、1・2等合造車に格下げ改造された。
- トク形202号

1909年度、米国から輸入した客車のうち1等車の一部に対して座席の撤去・寝台及び椅子の設置等改造を施し登場した。1935年度に満洲国鉄へ転属した。
- トク形1号

1911年、英国メトロポリタンアマルカメーテッド社製。
- 特別車4

特別車2が満洲国鉄に転属したことに伴い、代替用として満鉄の工場で新製された。
- トク2形（二代目）

満鉄社線内用の特別車として1936年に満鉄大連工場で新製された。冷房装置を備えた大型の流線型車体は先に製造された「あじあ」用展望車テンイ8形と類似したものであったが、内装には日本の御料車と同じく蒔絵や羽二重を使い、外部塗装は濃緑色に金帯、屋根は白色とされた。

#### 展望車
- テンイ1形

満鉄鉄道部工作課において設計された1等展望車で、初の純国産客車。定員は1等室32名・特別室6名・展望室（ガラス張り）12名の鉄骨木製3軸ボギー車で、1924年に運転開始した大連駅 - 長春駅間の急行列車の最後尾に連結された。1924年満鉄沙河口工場製。

#### 寝台車
- イネ1形、イネ2形、イネ4形

1908年度までに米国から輸入された1等寝台車。
- イネ5形

1923年度、1等車（イ1形）より3両が改造され登場した。
- イネ6形

1923年度、1等車（イ3形）より2両が改造され登場した。
- イネ7形

満鉄鉄道部工作課において設計された、初の純国産客車。1924年満鉄沙河口工場製。定員は1等室48名（寝台として24名）、特別室6名（寝台として2名）の3軸ボギー車。寝台は開放型（プルマン式）。洗面所は男女別及び特別室用に計3箇所設けられ、男子用洗面所の傍に喫煙室が設けられた。当初製造予定は6両であったが、長春駅 - 大連駅間の急行列車はほとんどが昼行列車であるため展望車の必要があるとされ、計画を変更し3両は1等展望車（テンイ1形）として登場した。
- イネイ1形

1等寝台・1等座席合造車。1922年度、イ5形より2両が当形式へ改造された。
- イネイ2形

イネイ1形と同じく、1923年度イ2形より8両が当形式へ改造された。1926年度、2両がイネイ1形へ改造されている。
- イロネ1形、イロネ2形、イロネ6形

1・2等合造寝台車
- 2等寝台車（形式不明）

1916年度の時点で7両在籍。
- ロネ1形

定員56名（寝台として28名）の鋼製2軸ボギー車。寝台を含め基本構造は前述のイネ7形に準ずる。1925年度に4両、1926年度に5両が満鉄沙河口工場にて製造された。
- ロネ2形

- ロネテ1形、ロネテ2形

2等寝台手荷物合造車。1916年度の時点で7両在籍。
- ロハネ1形

- ハネ1形、ハネ2形

- 3等寝台車（形式不明）

1925年度に5両新製された鋼製2軸ボギー車で、定員は昼間80名、夜間寝台として64名である。通路を挟んで片側は、線路方向に2段寝台を備え、上段は昼間は下段座席の背摺となる構造。通路反対側には、枕木方向に3段寝台を備え、上段は昼間は壁に格納され中段は下段座席の背摺となる構造。車体は大連機械製作所製作、沙河口工場で仕上げと組み立てを行った。
- 1等寝台食堂合造車（形式不明）

1等座席食堂合造車3両を1923年度に改造。

#### 食堂車

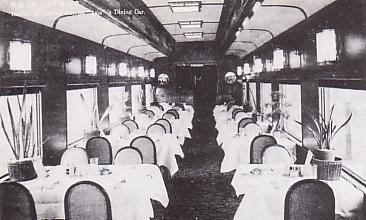
食堂車内部

- シ3形 (1938年度の称号改正前はシ2)

7両在籍。3両は1908年度にプルマン車より輸入されたもので、外観、室内レイアウトは当時のアメリカの長距離列車に連結された食堂車に準じたものである。木造であるが、1930年度に台枠を鋼製のものに置き換えるという大改造が加えられている。また、1913年度と1915年度に2両ずつ、計4両が沙河口工場で製造された。これも内装はプルマン車製のものに準じ、定員も30名であるが、食堂部分に仕切りが設けられているのが特徴である。
- シ1形

1918年5月の急行列車運転休止以降、普通列車の旅客が増加し食堂車の必要が生じたため、1919年度に8両が、1920年度に4両が満鉄沙河口工場で新造された。定員50名。
- シ4形

1934年度に3両が製造された鋼製、丸屋根の食堂車。急行列車で使用された。室内レイアウトはあじあ号用シ8形とほぼ同じで定員も36名である。
- シ5形

北京へ直通する急行列車用として製造された。シ4に比べ、調理室、配膳室のスペースが大きくとられ、定員も30名と少ない。
- シ6形

老朽食堂車の代替用として1939年度より製造された食堂車でシ4を冷房対応（冷房化未施工のものも含む）としたものである。12両ほどが製造された。
本形以前の食堂車は特急あじあ用のシ8形を含めて、食堂室内装をニス塗りで重厚なプルマン調にしていたが、本形は明るい彩色にする等、明朗な内装に仕上げられた。
これは良質な内装用木材が入手困難になりつつあったり、清掃の簡略化という理由による。内装は製造年次により少しずつ異なっていた。　
- 上記の他、数両の食堂車が存在。
- イシ（詳細な形式不明）

1911年度に沙河口工場で3両が製造された1等食堂合造車。1927年度に2等食堂合造車ロシ3形に改造。
- ロシ1形

1922年度に4両がシ1形から改造された。定員は食堂20名、2等室36名。2等室は転換式クロスシートを備える。
- ロシ2形
- 1926年度に4両がシ1形から改造された。2等室が固定クロスシートになっているのがロシ1形との違いで、2等室の定員は32名。
- ロシ3形

前述のイシの他、2等車や1等2等合造車より改造された2等食堂合造車。
- ロシ4形

1933年度から1939年度にかけて約47両（詳細不明）が新造された。定員は食堂24名、2等室20名
- ハシ1形

3等食堂合造車。1922年度に3等車ハ1形より4両が改造された。定員は食堂12名、3等室49名。
- ハキ3形

簡易食堂車。

#### 座席車

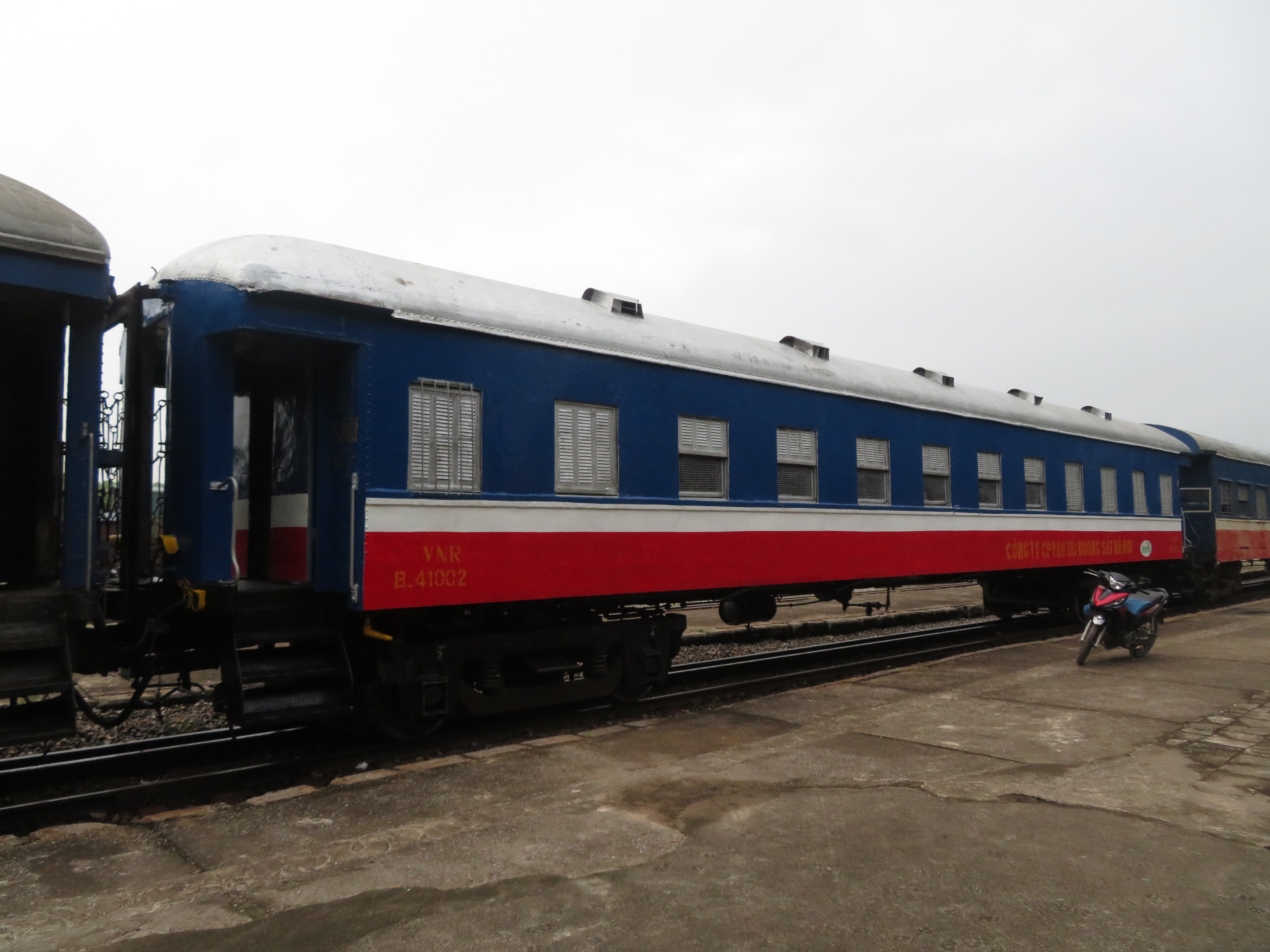
ベトナム鉄道ハロン線に残る元ハ5形客車、2019年

- イ形

米国から輸入した1等車で定員66名。1915年度以降、普通列車の1等車に寝台を備えることになったため、1917年度に5両のうち4両が1・2等合造車へ改造された。残り1両は満洲事変以後に車内が改造され霊柩車として使用された。
- イ1形

1等車で定員64名（寝台として32名）。寝台を備えているため、1922年度に5両のうち3両が1等寝台車に記号変更された。
- イ2形

定員63名の1等車（寝台として16名）。1917年度に3両、1918年度に2両、1919年度に2両、1920年度に3両が満鉄沙河口工場にて製造された。1922年度に8両が1等寝台1等座席合造車に記号変更された。
- イ3形

1922年度に2両が1等寝台車に記号変更された。
- イ5形

1922年度に2両が1等寝台1等座席合造車に記号変更された。
- 1等車（形式不明）

1935年度、特別急行列車用に2両新製。
- イロ1形、イロ2形、イロ3形、イロ4形、イロ5形

1・2等合造車。当初は10両在籍。一部が満洲国鉄へ転属し一部が事故廃車となったが、のちに代替用として数両が新製された。
- ロ1形、ロ2形、ロ3形

当初は19両在籍。1917年度、一部を3等車に改造。1934年度、特別急行列車用に5両新製。
- ロハ1形、ロハ2形、ロハ3形、ロハ5形

1916年度に2等車から2両が、また1918年度に1・2等合造車から5両が改造されて登場した。新製車も2両存在。後に、うち2両が2等食堂合造車へ改造され、6両が満洲国鉄へ転属した。
- ハ1形、ハ2形、ハ3形

1907年満鉄営業開始時は、有蓋貨車を改造して3等車に充当した。当初は木製であったが後に鉄骨車も登場。1920年以降は満鉄の工場で鋼製車を新製した。ハ2形の中には台車2組のうち前方1組を撤去してシグイ形蒸気機関車と連結し、蒸気動車ジハ1形として使用された物もある。
- ハ5形

1922年に製造開始。日本初の全鋼製客車。テンイ1形と共に大連駅 - 長春駅間の急行列車に投入された。
- ハ6形

- ハオ1形

客貨混合列車用に使用する3等独立暖房車。冬季は、当機のボイラーで発生した蒸気を客車へ給汽するもので、1923年に3等客車より改造された。その後軽油動車が登場したためボイラーを使用する機会が無くなり、一般の3等車として使用された。
- ハテ1形、ハテ2形、ハテ4形、ハテ5形

1912年度汽車会社製の3等手荷物合造車、30両在籍。1916年満鉄の工場で2両を新製。1927年度、3両が手荷物郵便車に改造された。1929 - 1934年度にかけて5両新製。1933年度、1935年度に一部が他社線へ転属。
- ハテユ3形

3等手荷物郵便車。

#### その他
- テユ1形、テユ2形、テユ5形、テユ7形、テユ8形、テユ9形

米国からの輸入した手荷物郵便車は19両。その後多数増備。
- テ1形、テ2形、テ3形、テ4形、テ5形

手荷物車は、1916年度3両を3等客車から改造し初めて登場した。以後増備。
- 慰安車

1934年まで慰安列車には一般客車を代用していたが、1934年度、専用の客車が用意されることになった。慰安分配車2両、慰安寝台車1両が三等車から改造されたほか、慰安娯楽車1両が2等車から、慰安食堂車1両が3等食堂合造車から改造された。
- シケ1形

試験車。線路・橋梁等の技術的調査研究用に3両が在籍した。
- シヤ1形

職用車。1両在籍。

#### 特急「あじあ」用
「あじあ (列車)」も参照
- テンイ8形

展望一等座席車。自重57.0t、展望室・特別室・1等室をそなえる。展望室は肘掛け椅子12脚、特別室はソファーと肘掛け椅子で定員5名、一等室は二人掛けクロスシートで定員30名、車両全体の定員は35名である。後部中央扉にはシンボル（あじあを象徴する赤色矩形地と対角線状の白線）が描かれ、その左右両側に「あじあ」の文字が貼り付けられた。1934年沙河口工場製、4両製造。
- イ8形

一等座席車。自重56.5t、定員60名。二人掛けのクロスシートをそなえる。沿線の満鉄附属地及び満洲国の需要増に対応するため、1935年沙河口工場で2両が増備された。
- ロ8形

二等座席車。自重56.5t、定員68名。室内には中央通路を挟んで両側に、二人掛けの回転式クロスシートが並ぶ。1934年沙河口工場製、5両製造。
- ハ8形

三等座席車。自重57.0t、定員88名。室内には中央通路を挟んで両側に、二人掛け背中合わせの固定式クロスシートが並ぶ。1934年沙河口工場製、8両製造。
- シ8形

食堂車。自重59.0t。片側4名、片側2名のテーブルが6脚ずつ並び定員36名。一端に喫煙室、他端にカウンター・配膳室・調理室をそなえる。1934年沙河口工場製、4両製造。
- テユ8形

手荷物郵便車。自重54.0t。手荷物室容量7.6t、郵便室容量6.6t。1934年沙河口工場製、4両製造。

### 貨車
- ヤイ形、ヤニ形、ヤサ形、ヤシ形、ヤロ形、ヤク形

有蓋車
- スイ形、スニ形

水槽車
- マイ形、マニ形

豆油槽車
- アイ形、アニ形

石油槽車
- ルイ形、ルニ形

タール槽車
- リイ形、リニ形

硫酸槽車
- オイ形

重油槽車
- ルニ形、ライ形

パラフィン槽車
- ケイ形

軽油槽車
- レニ形、レサ形

冷蔵車
- フニ形

通風車
- ウイ形、ウニ形

家畜車
- ホイ形

保温車
- シクイ形

宿営車
- カイ形、カサ形

車掌車
- キケイ形

検衡車
- ムイ形、ムニ形、ムサ形

無蓋車
- チイ形、チコ形

無側車
- タイ形、タニ形、タサ形、タシ形、タコ形、タロ形、タナ形

石炭車
- コイ形、コニ形

鉱石車
- ツイ形、ツニ形

土運車
- アシイ形

灰運車
- ヒイ形、ヒニ形、ヒサ形、ヒハ形

非常車

### 動車

#### 監査用
- スペ1形（第2期I 第3期スペ）

諸元　動輪直径 : 54in（1,372mm）　シリンダ（内径×行程） : 9in×16in（229mm×406mm）　缶圧 : 160psi（11.2kg/cm2）　火床面積 : 9.6ft2（0.89m2）　機関車整備重量: 72800lbs（33.03t）　動輪上重量 :27600lbs（12.52t）
ボールドウィン製の客車形蒸気動車で、1907年に2両が製造された。2軸ボギー車で、片側の動台車のうち1軸（内側）が動輪。木製客車の外観を持つ車体は半分が運転室・機関室（通常の蒸気機関車と逆に内側に煙室を向けているボイラーが置かれている）で、次に戸棚と便所があり、後半が客室。机・藤製の椅子8脚等が置いてあり、幹部の視察・軌道検査等に使用された。
- モタ2形（第3期モタ）

英国製の2軸ガソリン動車。1910年・1911年各1両導入。保線用途と伝えられている。
- スペキ1形（第3期モタ1）

スペ形を置き換えるために1931年に1両製造された客車形揮発油動車。自社沙河口工場製。マック製135馬力ガソリン機関を2台搭載し、動力伝達方式は電気式。車体は鋼製車体で機械室・会議室・展望室が各々約3分の1を占める構成であった。

#### 旅客用
当初付属地子弟の学童輸送等には貨物列車を停車させて乗客座席付車掌車や増結客車に便乗する措置が取られていたが、長編成の貨物列車を停車させる輸送上の非効率や危険性の観点から客貨分離が図られた。日本内地の内燃動車がバスの勃興に対する競争策として発達したのとは若干性格が異なる。
欧米のガスエレクトリックや高速動車列車の影響を受けて重油・軽油ディーゼルの採用や動力総括制御・技術の国産化などの試みがなされ、短期間の割に形式数は多い。しかし実用的なものは機械式変速機の単車運転用ガソリンカーとジテ編成のみだったと思われ、最終的な増備は機械式変速のガソリンカーに戻る。自社工場で製造した若干例を除き、圧倒的に三井物産経由で日本車輌本店で製造された車輌が多い。
ほとんどの車両が第3期中に登場するが、第3期は満鉄の形式と満洲国鉄線の形式が重なって煩雑なため、特記以外整理された第4期の形式で列挙する。

##### 揮発油動車
- ケハ1形（第3期のみ）

3等石油動車。1930年製の2軸ガソリンカー。第3期に1両のみ存在したが、改番使用の記録がないため活躍期間は短かったと推定される。
- キハ1形201 - 205（第3期ケハ2形10 - 14）

1930年に日本車輌で5両製造された片ボギーの3等揮発油動車。ウォーケシャ製6SRL機関と機械式変速機を搭載する。1935・36年度に満洲国鉄線に配置転換となった。定員50人　自重15.32t。
- キハ2形101 - 112（第3期ケハ3形101 - 112）

キハ1形とほぼ同時に日本車輌で12両製造したボギーの3等揮発油動車。ウォーケシャ製6RB機関と機械式変速機を搭載する。1931年度に13両増備したとされるが、メーカは不明。定員110人　自重22.6t。
- キハ2形201,202（第3期国ケハ3(乙)形72,73）

1933年に日本車輌で2両製造された3等揮発油動車。手荷物室が付くため同時期の甲型に比べ窓一つ分車体が伸びた。また満洲国鉄線向けのみ客室窓が細い一段窓に変更されている。定員夏84人冬78人　自重22.5t。
- キハ3形101 - 103（第3期ケハ4(甲)形200 - 202）

1932年に日本車輌で3両製造された3等揮発油動車。定員夏84人冬78人 自重21.5t。
- キハ3形104 - 111

1933年度増備。製造メーカ不明。
- キハ3形112 - 114（第3期ケハ4形211 - 213）

1934年に日本車輌で3両製造された増備。
- キハ3形8両

1935年度増備。製造メーカ不明。
- キハ3形201（第3期国ケハ2（丙）形71）

1933年に日本車輌で1両製造された特別室付3等揮発油動車。ウォーケシャ製6RB機関と機械式変速機を搭載する。満洲国鉄線向けで客室窓が細い一段窓に変更されている。定員特別室7人一般客室夏73人冬68人　自重22.5t。※後述の国ケハ1形改番車と番号が重複するので資料が混乱していると見られる。
- キハ3形200 - 228（第3期国ケハ1形102 - 130）

1933年から日本車輌で29両製造された3等揮発油動車。川崎製KW127（日本鉄道省GMF13同等品）機関と機械式変速機を搭載する。満洲国鉄線用で敦圖線用8両・拉濱線用6両・泰克線等用13両・朝開線用2両として割り振られた。定員夏84人冬78人 自重21.5t。
- キハ3形

詳細不明ながら日本車輌にてウォーケシャ製6RB機関を搭載したものが1937年4両、1938年3両、1939年6両、1940年10両の製作が行われている。他にも製造メーカがある可能性がある。
- キハ4形101,102（第3期ケハ5形301, 302）

1937年に日本車輌で2両製造された3等揮発油動車。定員82人。
- キハ5形201 - 203（第3期国ケハ4形201 - 203）

1935年に日本車輌で3両製造された3等揮発油動車。機関が川崎製KP170（日本鉄道省GMH17同等品）になり、運転室・デッキ部分も広くなった。キハ5形自体は6両あったとされ、他3両の詳細は不明。　定員夏92人冬86人 自重26.5t。

##### 軽油動車
- ケハ3形101（第3期ジハ2形1）

高速ディーゼル機関の試験を目的として1934年に日本車輌で1両のみ製造された3等軽油動車。車体の基本仕様は同時期の揮発油動車キハ3形100番台（←ケハ4（甲型）200番台）に近いが、英国AEC製の130馬力ディーゼル機関を搭載し、前頭部に流線型を採用、妻面腰部にラジエターを配置することで床下は全周カバーする等の特徴がある。定員夏84人冬78人　自重21.5t。
- ケハ3形202 - 205（第3期国ジハ1形2101 - 2104）

1936年に東京三菱のディーゼル機関を用いて日本車輌で4両製造された3等軽油動車。客室はキハ3形100番台（←ケハ4（甲型）形200番台）と同様の構成だが運転室と乗降デッキが分離された。定員夏84人冬78人　自重25.5t。
- ケハ5形201 - 206（第3期国ジハ2形2201 - 2206）

1936年に新潟鐵工所及び三菱のディーゼル機関を用いて日本車輌で6両製造された3等軽油動車。定員夏92人冬86人　自重26.3t。
- ケハ6形101,102（第3期ジハ4形101, 102）

1937年に2両製造された3等軽油動車。流線型両運転台。神戸三菱製8T13.5/T機関・シンクレアTC-50流体継手・コータル電磁遊星歯車変速機の組合せを片側の動台車に一括搭載した。機関が床上に飛出すため、その部分は機関室。定員夏82人冬76人　自重34.47t。
少なくとも1937年冬頃には上下ツートンに塗られて間（窓の下あたり）に帯がある塗装をしていた写真が残っており、その色は上部が「山鳩色」下部が「空（縹）色」間の帯が「黄（油）色」だったという。
- ケハ7形201,202（第3期国ジハ3形2301, 2302）

1938年に2両製造された3等軽油動車。流線型片運転台の構造で2両で貫通固定1編成。三菱製150馬力機関・ホイト液圧式変速機の組合せを片側の動台車に一括搭載した。機関が床上に飛出すため、その部分は機関室。定員夏92人冬86人　自重34.5t。

##### 重油動車
- ジハ1形1,2

1931年大連工場製の3等重油動車。2両製造された。ズルツァー (Sulzer) 製250馬力重油機関を搭載し、動力伝達方式は電気式。 木造車体の約4割を機関室が占める。定員夏65人冬59人　自重49.23t。
- ハフ2形1,2 (第3期ハト1形1,2)

ジハ1形に牽引される3等附随車。1931年満鉄沙河口工場製で2両製造された。木造車体。定員夏104人冬92人　自重24.2t。

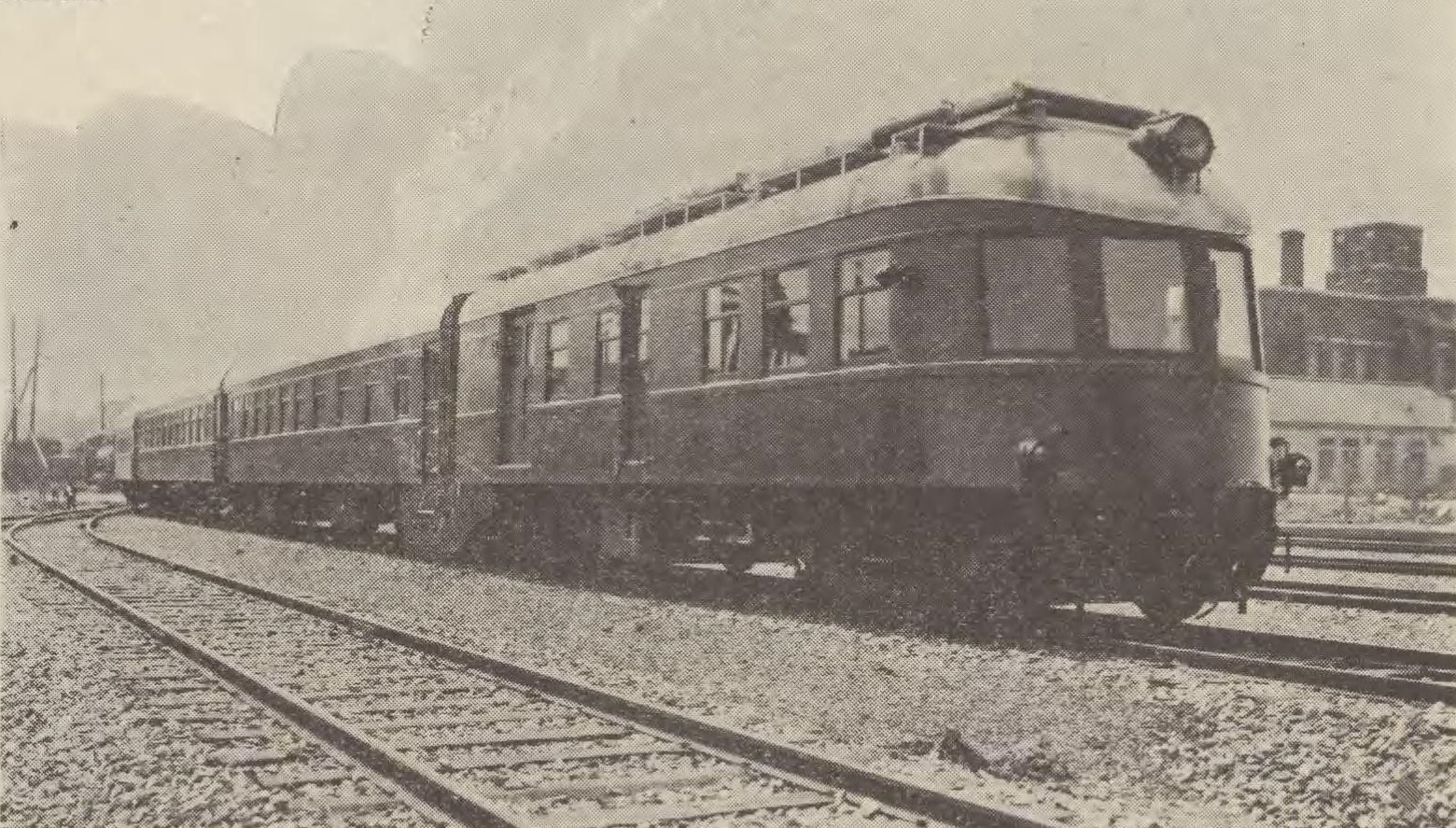
ジテ形

- ジテ1形1 - 6

概要
重油手荷物動車。1935年に日本車輌で6両が製造された。動力伝達方式は電気式で500馬力重油機関に直結された290kWの主発電機と20kWの補助発電機を備える。片運転台の車体の前半分は機関室と暖房ボイラーで占められる。 後述のロハフ1形+ハフ1形+ハフセ1形との固定編成で列車となり、編成の通称としても「ジテ」が多用された。ジテ1とハフセ1の先頭台車にそれぞれ150馬力電動機2台を装架し、運転もジテ1・ハフセ1のどちら側からでも可能。4両がズルツァー(Sulzer)製の6VL25型予燃焼室式エンジン、2両が新潟鐵工所のK6D型直噴式エンジンを搭載した。手荷物4t 自重40t。
設計時よりハフセ1形を外し2編成を連結したジテ1+ロハフ1形+ハフ1形+ハフ1形+ロハフ1形+ジテ1という強力編成も企図され、この編成による高速試験や団体運用も行われた。この場合はハフセ1の動台車をジテ1の従台車と交換し、ハフ1形同士の連接部心皿も交換する。
第二次世界大戦後の動向
戦後中国において2000年代頃まで撫順炭鉱鉱務局が運行していた旧型流線型電車はジテ編成流用車およびキハ・ケハ各形式で構成されており、戦後日本人の目に触れた時点では扉増設・台車振替・車内の通勤車化が行われていた。連接式付随車はボギー車に改造され、流線型先頭車はケハ6・ケハ7形の電車化改造車と思われるもの、戦後に流線型の先頭形状を制作したものなどが含まれている。窓配置からジテ1形がベースと思われる車両もエンジンは撤去されており、車体延長改造されたものもある。改造部局・旧車番対応が解明されていないが、メンテナンスでも現地だけでなく少なくとも長春客車工場が関わった大規模な改装が行われていた。
- ロハフ1形+ハフ1形+ハフセ1形 各1 - 6

ジテ1形と編成を組む付随車の編成。ジテ1形と同様に1935年に日本車輌で6編成が製造された。付随車同士は連接構造の固定編成で、ハフセ1形の先頭台車はジテ1の先頭台車と同様の電動機を装架した動台車になっている。重油燃料使用の動力集中編成として比較実験の意味合いでダブサ運転時の客車としても使用された。
ロハフ1形 : 2等定員28人・3等定員58人　ハフ1形 : 3等定員102人　ハフセ1形 : 3等定員98人　ジテ1形も含めた編成総重量は133t。

##### 蒸気動車
- ジハ1形

南満洲鉄道京城管理局（朝鮮総督府鉄道）京仁線用の車両。機関部が車内の一端に収められた日本の蒸気動車と異なり、客車ハ2形の台車2組のうち前方1組を撤去し、軸配置1A形の小型タンク式蒸気機関車・シグイ形の台枠の後部に客車の車体を載せて、駆動力をかけつつ牽引する構造になっている。